# André-Ernest-Modeste Grétry

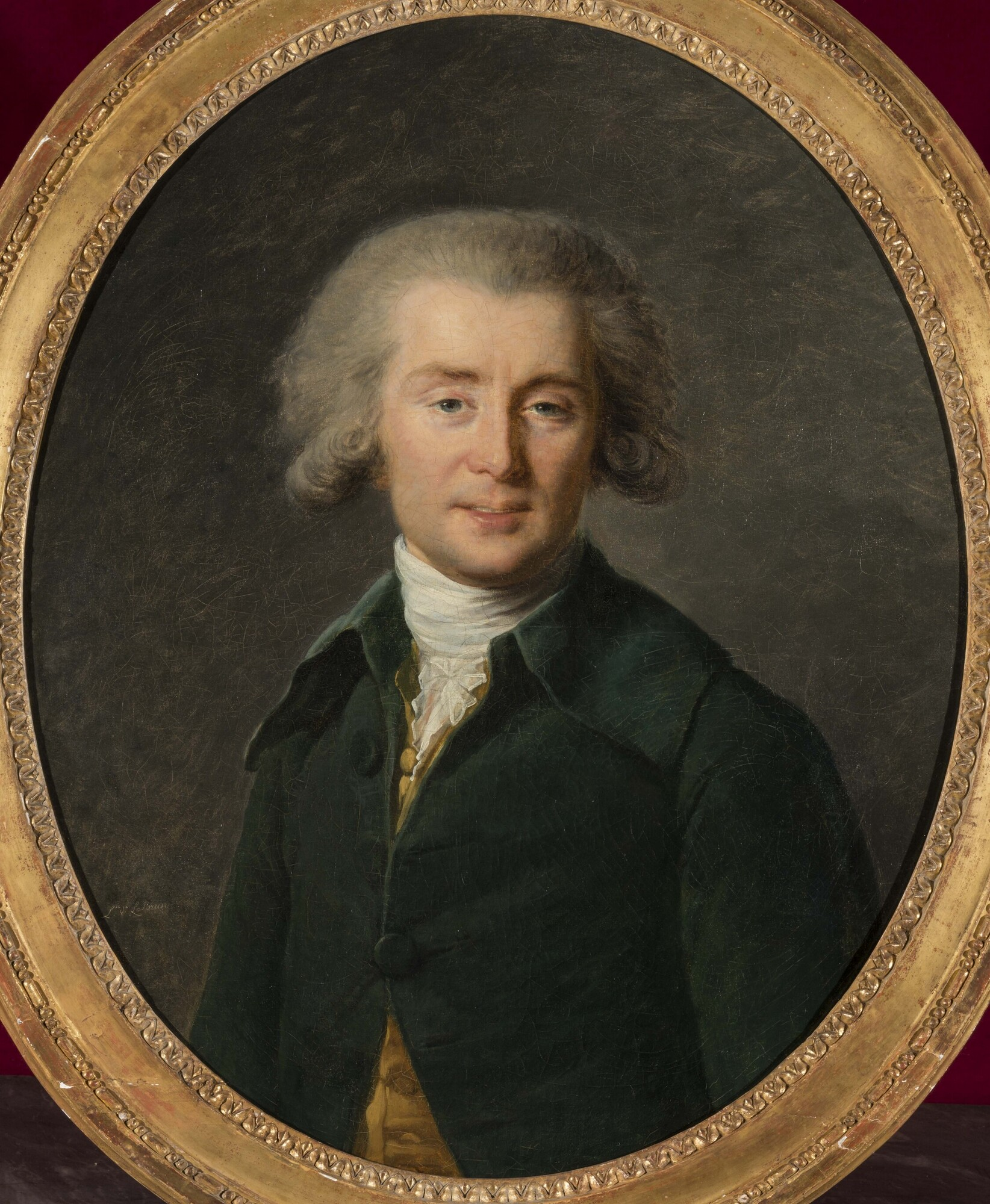
Bekanntestes Porträt (Élisabeth Vigée-Lebrun, 1785)

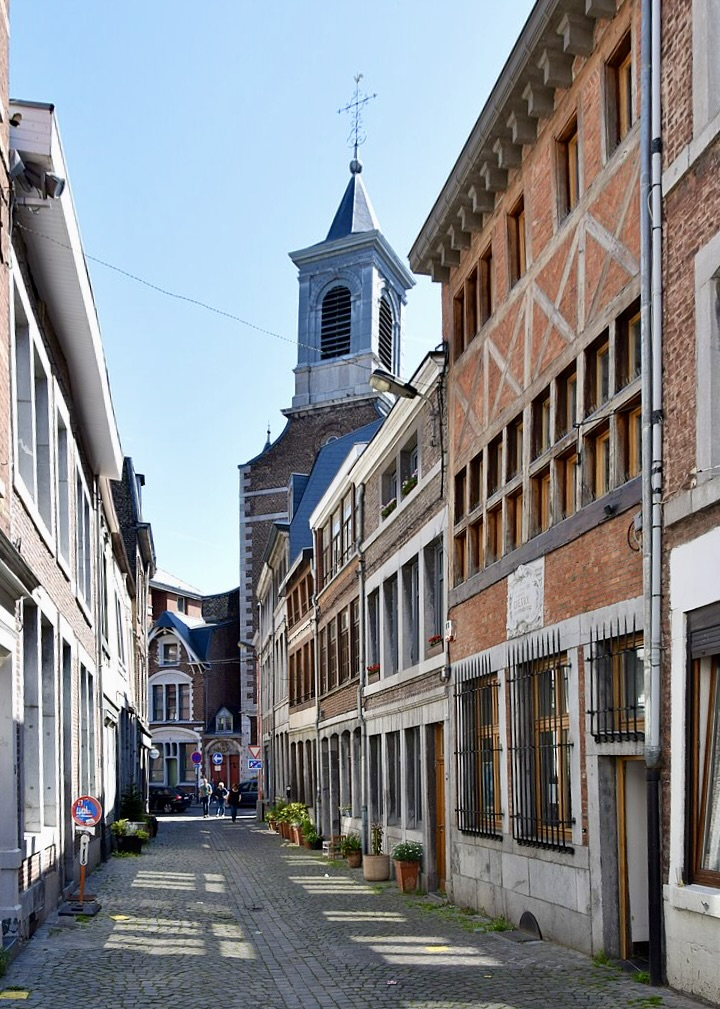
Grétrys Geburtshaus, heute Musée Grétry, Lüttich (mit Gedenktafel)

André-Ernest-Modeste Grétry (* 8. Februar 1741 in Lüttich, heute Belgien; † 24. September 1813 in Montmorency bei Paris) gehörte in der zweiten Hälfte des 18. Jahrhunderts zu den wichtigsten Komponisten Frankreichs. Er prägte die Entwicklung der Opéra-comique (Singspiel mit gesprochenem Dialog) maßgeblich mit, schrieb aber auch große Opern (Tragédies lyriques, mit gesungenen Rezitativen). Grétry schuf rund 70 Bühnenwerke, unter denen die Komödien überwiegen; dazu Vokalmusik anderer Genres. Die eingängige Melodik und den Ausdruck edler Gefühle gewichtete er höher als eine reiche Harmonik und eine komplizierte Orchesterbegleitung. Kirchenmusik und Instrumentalmusik komponierte er nur während seiner Ausbildung, die er in Rom abschloss. Im Alter schrieb er zehn Bände Memoiren und Reflexionen.

## Lebensstationen
„[…] als sie Grétry schuf, sagte ihm die Natur: Du wirst Musik machen!“

### Lüttich (1741–1760)

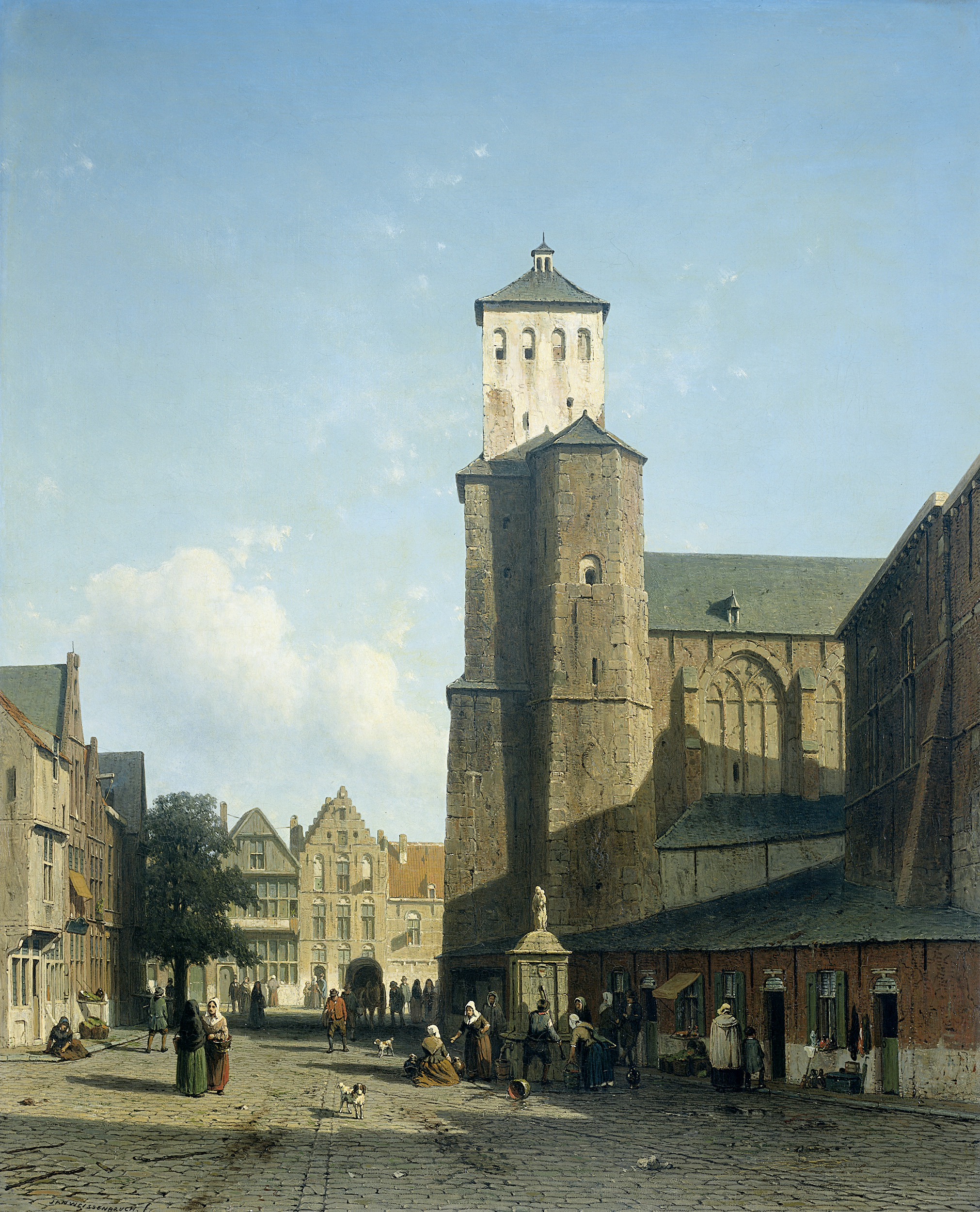
Stiftskirche Saint-Denis, Lüttich (Jan Weissenbruch, 1850er Jahre)

Grétrys Vater François (1714–1768) spielte erste Geige in Saint-Denis, einer der sieben Lütticher Stiftskirchen. Seine Mutter Marie-Jeanne geborene Defossés (1715–1800) hatte bei ihrem späteren Gatten Musikunterricht genommen. André war das zweite ihrer sechs Kinder. 1750 wurde er Chorknabe in Saint-Denis. In seinen Memoiren schildert er, wie der Stellvertreter des in Rom weilenden Gesangsmeisters die ihm anvertrauten Kinder misshandelte. Erst nach drei Jahren erhielt Grétry einen sensibleren Lehrer. Eine italienische Theatertruppe machte ihn mit den Werken von Pergolesi, Galuppi usw. bekannt. In der Kirche trat er nun als Vokalsolist auf. Eine verheilte Tuberkulose war wohl die Ursache dafür, dass er sein Leben lang periodisch Blut spuckte. Seine Schülerin, die Schriftstellerin und Komponistin Sophie de Bawr (1773–1860), berichtet:

„Ein schwerer Unfall, den er in seiner frühen Jugend erlitten hatte, hatte ihn sozusagen zum Schweigen verurteilt; denn bei der geringsten Anstrengung öffnete sich in seiner Brust ein Blutgefäß, das beim Singen gerissen war, und führte zu den schrecklichsten Blutstürzen.“

Nach dem Stimmwechsel wurde er zum Geiger umgeschult. Das lokale Jesuitengymnasium scheint er nicht besucht zu haben. Da er zu komponieren begann, verschaffte ihm der Vater Unterricht in Cembalospiel, Generalbass, Harmonik und Kontrapunkt. Nachdem Grétry sechs Sinfonien zur Aufführung gebracht hatte, wurde er vom Propst von Saint-Denis ermutigt, seine Studien in Rom fortzusetzen. Eine Große Messe trug ihm eine Gratifikation des Stiftskapitels ein. Seine Stelle sollte während seiner Abwesenheit vom Bruder versehen werden. Seine Erfahrungen mit der Kirche machten ihn zum Deisten.

### Rom (1760–1766)

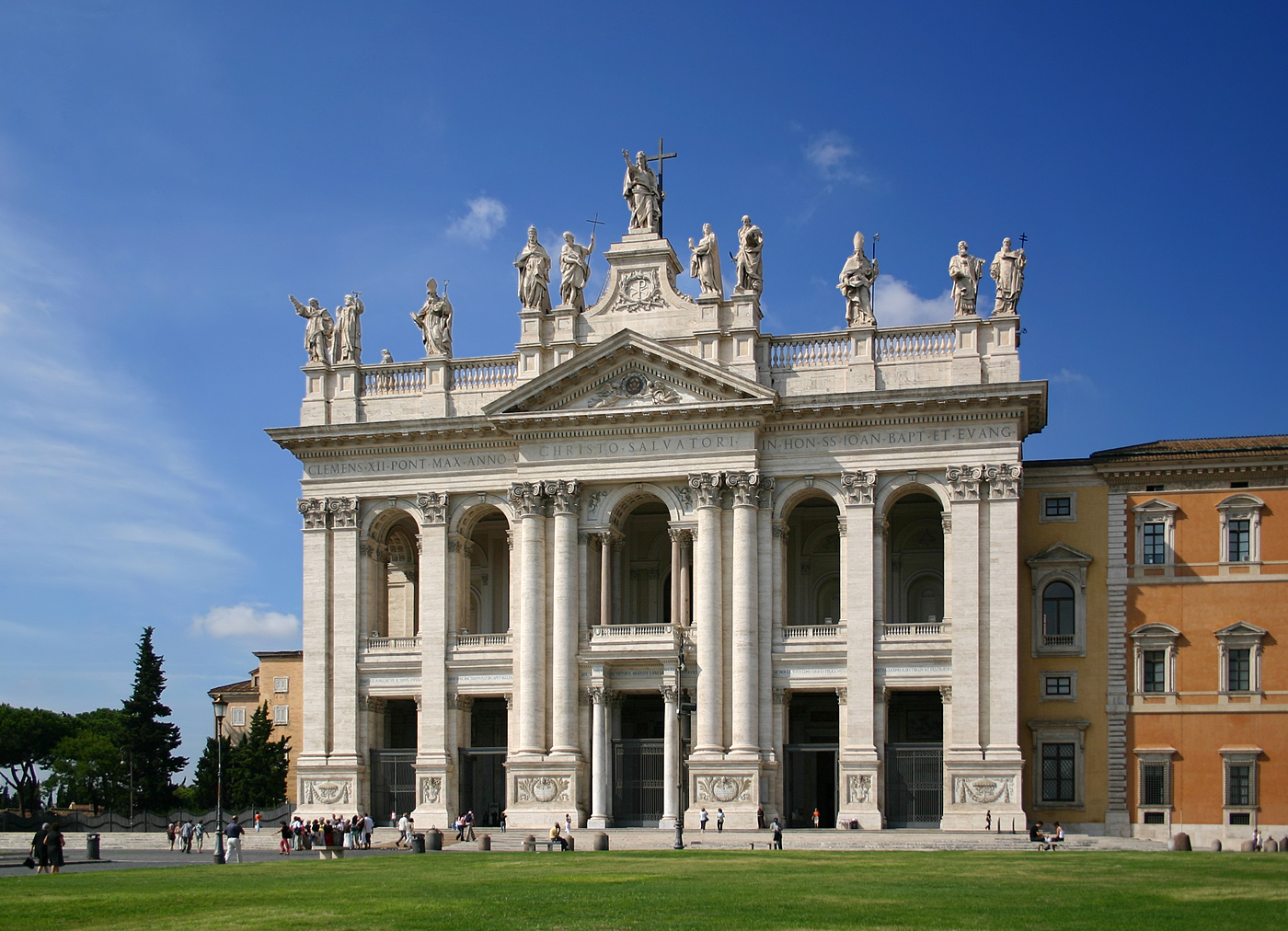
Lateranbasilika, Rom

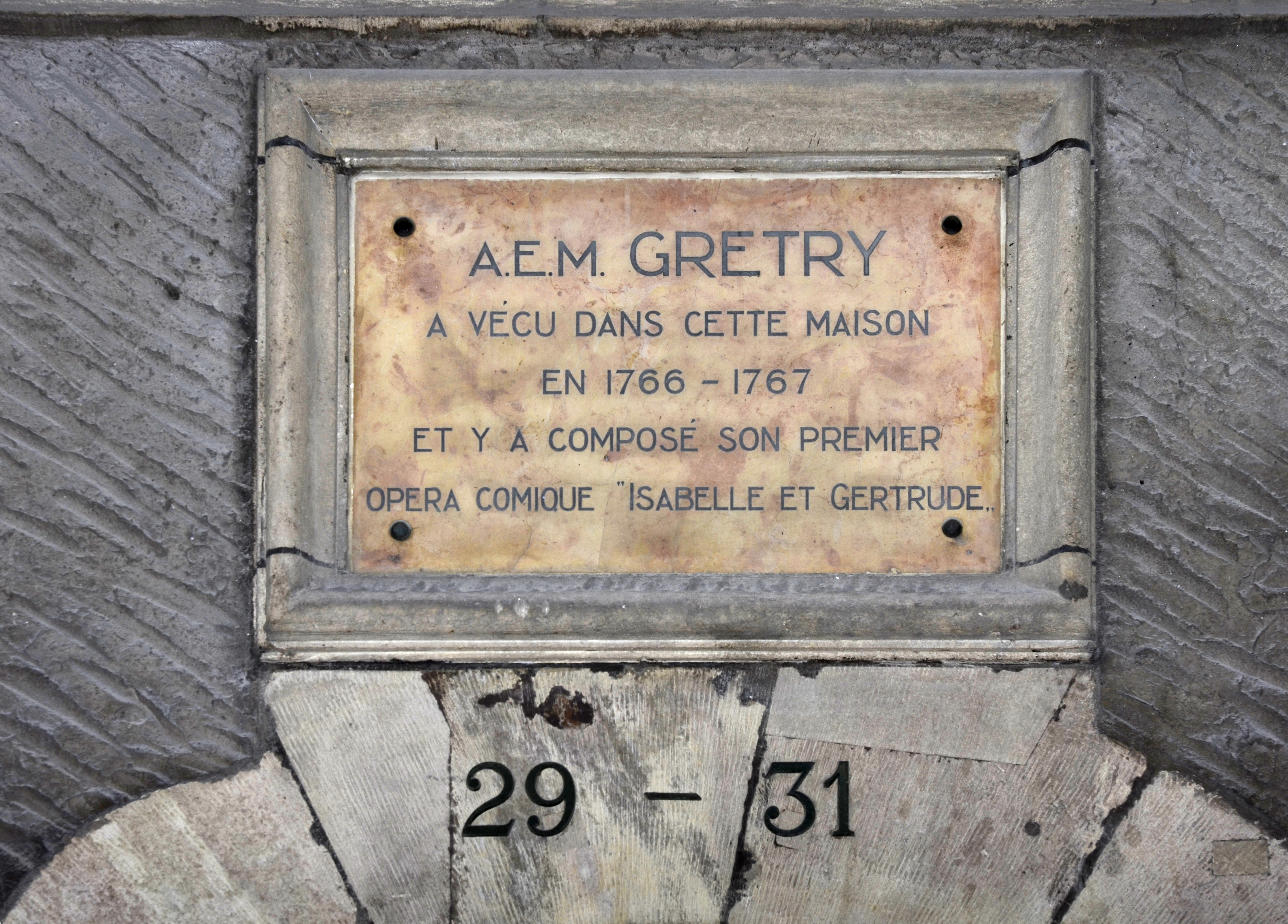
Gedenktafel in Genf

1760 reiste der 19-Jährige zu Fuß in die Ewige Stadt. Dort gewährte die Fondation Darchis Stipendiaten aus Lüttich Kost und Logis. Enttäuscht von einem ersten Lehrer, wechselte Grétry zum Kapellmeister der Lateranbasilika, Giovanni Battista Casali. Von einer schweren Erkrankung erholte er sich bei einem Einsiedler. Erhalten sind sechs in Rom entstandene Streichquartette (Video auf YouTube: Nr. 6, c-Moll, 2. Satz, Allegro moderato, Quatuor Cambini-Paris). Am Karneval von 1765 brachte Grétry mit Erfolg zwei Intermezzi mit dem Titel La vendemmiatrice (Die Winzerin) zur Aufführung. Dank der Ratschläge Padre Martinis bestand er in Bologna die Prüfung zur Aufnahme in die Accademia Filarmonica. Mit Martini blieb er in brieflichem Kontakt. In Rom entstand weiter ein Konzert für Flöte, zwei Hörner und Orchester, das er für Lord Abingdon schrieb (Video auf YouTube: Jean-Pierre Rampal). Grétry erlebte dort auch die erste Liebe, doch wollte ihm die Geliebte nicht in die Fremde folgen.

### Genf (1766/67)
Eine Partitur der Opéra-comique Rose et Colas von Monsigny erweckte in Grétry den Wunsch, in Paris zu arbeiten. Andererseits lud ihn Abingdons Flötenlehrer nach Genf ein. So beschloss er, dort Geld zu verdienen, um sich dann in der Hauptstadt Frankreichs etablieren zu können. Casali gab ihm ein Empfehlungsschreiben mit, in dem er ihn einen „wahren Esel in der Musik“ nannte! Grétry mühte sich ab, zahlungskräftigen Schülerinnen Gesangsunterricht zu erteilen. Dem durchreisenden Wunderkind Mozart legte er eine Komposition vor, die der Zehnjährige nicht ohne zu schummeln vom Blatt spielen konnte. Genf ließ gerade das Theater wieder zu, welches Calvin verboten hatte. So schrieb Grétry hier seine erste Opéra-comique, und diese Neuvertonung von Isabelle et Gertrude (1767) gefiel. Das Libretto von Favart basiert auf einer Erzählung Voltaires, der den jungen Komponisten protegierte.

### Paris (1767–1798)
Bis zur Thronbesteigung Ludwigs XVI.

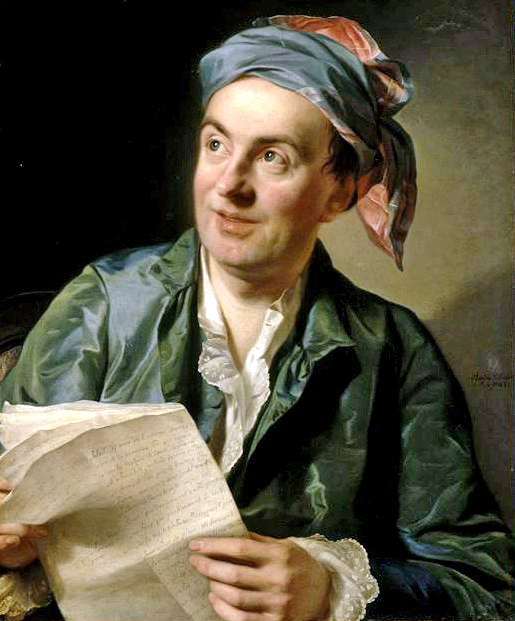
Marmontel (Alexander Roslin, 1767)

Während sein Vater sich in Lüttich zu Tode trank, wurde Grétry vom späteren Premierminister Schwedens Graf Creutz darüber hinweggetröstet, dass sein erstes Pariser Werk Les mariages samnites (Die samnitischen Heiraten) 1768 nicht aufgeführt wurde. Im selben Jahr veranlasste Creutz Marmontel, für Grétry nach einer Erzählung von Voltaire das Libretto der Opéra-comique Le Huron (Der Hurone) zu schreiben. Diese reüssierte an der Comédie-Italienne, die zwar ein geringeres Prestige als die Pariser Oper und die Comédie-Française, aber ein beliebtes Ensemble hatte. (Video auf YouTube: Arie der Mlle de St-Yves, Aurore Bureau, Les Agrémens, Guy Van Waas)
Als Grund des Erfolgs nennt Sophie de Bawr: „[…] anstelle jener vagen, schleppenden und unzusammenhängenden Gesänge, die bis dahin die französische Schule gekennzeichnet hatten, hatte man hinreißende Melodien im Ohr, die so perfekt mit den Worten übereinstimmten […]“ Die Eigenart von Grétrys Bühnenschaffen erklärt sich durch den Vorrang der Melodik vor der Harmonik in der italienischen Musik seiner Zeit und jenen der Deklamation vor der Musik in der Opéra-comique. Letztere hatte sich aus dem Vaudeville entwickelt, bei dem die Mitglieder des Ensembles in erster Linie Schauspieler und erst in zweiter Linie Sänger waren. Das Orchester aber bestand damals aus nur zwei Kontrabässen, vier Geigen, zwei Bratschen, zwei Klarinetten, zwei Flöten und zwei Hörnern.
Grétry erhielt das Image eines Aufklärers und eines romantischen Künstlers. Grimm brachte es auf die Formel: „jung, bleich, fahl, leidend, gequält – alle Merkmale eines Mannes von Genie.“ Sophie de Bawr schreibt: „Sein Charakter war melancholisch: Ich glaube nicht, dass man ihn jemals hat lachen sehen; aber sein häufiges Lächeln zeugte ebenso von Zufriedenheit der Seele wie von Feinheit und Güte.“ Und der Gatte einer Nichte, Louis-Victor Flamand-Grétry, ergänzt: „Grétry war in seiner Jugend ein hübscher Junge; auch hatte er immer Augen für das, was die Schönheit der Frauen ausmachte.“ Abbé Galiani glaubte ihn vor „Sirenen“ warnen zu müssen, die sein Klavier umringten. Grétry hütete sich aber, einer Frau zu gestehen, dass sie ihn beim Komponieren inspiriere, fürchtete er doch, dadurch die Inspiration zu verlieren.
Das Jahr 1769 brachte mit Lucile und Le tableau parlant (Das sprechende Bildnis) neue Erfolge. Über die Premiere von Lucile heißt es: „Dieses romantische Werk hat […] das seltene Schauspiel eines in Tränen zerfließenden Publikums erzeugt. […] Jedermann ging weinend und bezaubert hinaus […]“ Dass Grétry die Partituren der erwähnten Werke dem Premierminister des Hochstifts Lüttich (Principauté de Liège) bzw. dem früheren französischen Außenminister Choiseul widmete, geschah im Interesse seines Bruders, der wegen eines Liebeshandels verfolgt wurde. Um jene Zeit verliebte der Komponist sich in die fünf Jahre jüngere Jeanne-Marie, genannt Jeannette Grandon (1746–1807), Tochter des verstorbenen Malers der Stadt Lyon Charles Grandon, die sich in Paris auf den Beruf der Pastellmalerin vorbereitete. Nach Grétrys Worten war sie keine Frau von Geist, sie sage nie, was sie empfinde, und die einfache Natur sei ihre Führerin.
Den Winter über war er lebensgefährlich krank. 1770 vertonte er Silvain und Les filles pourvues (Die versorgten Töchter). Grimm schrieb damals:

„Er hat eine schwache, kranke Brust, spuckt oft Blut, schont sich zu wenig. Ha!, wie sich schonen, wenn man wie ein Verrückter in ein kleines Geschöpf verliebt ist, das so was von hübsch ist und die schönsten schwarzen Augen Frankreichs hat? Wir müssen also damit rechnen, den französischen Pergolesi wie jenen Italiens in der Blüte der Jahre dahinschwinden zu sehen.“

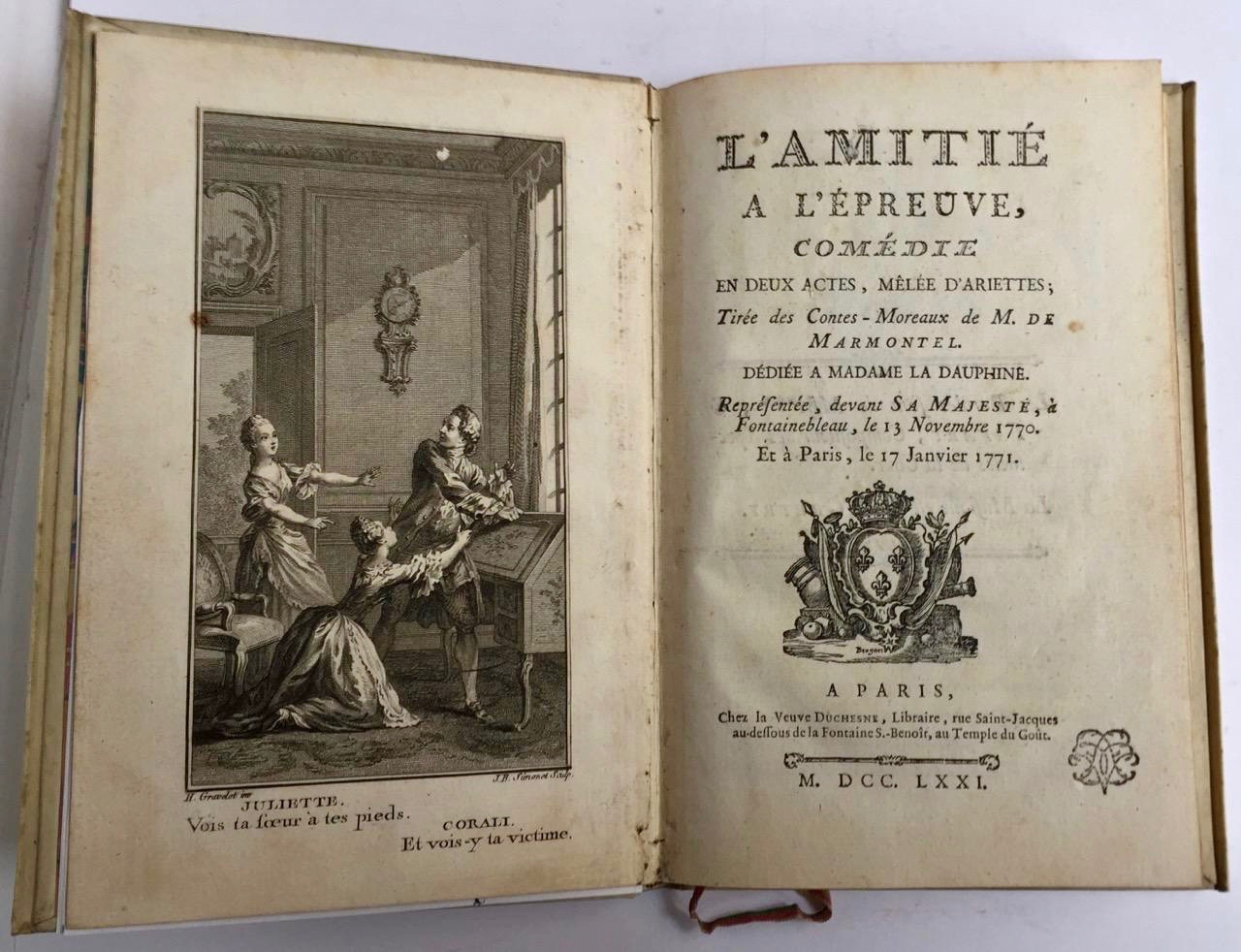
L’amitié à l’épreuve: Libretto mit Widmung an Marie-Antoinette (1771)

Glücklicherweise bewahrheitete sich diese Befürchtung nicht, was Grétry der Pflege durch die Geliebte und durch die aus Lüttich herbeigeeilte Mutter verdankte. Letztere, die auch den Verkauf seiner Partituren überwachte, blieb den Rest ihres Lebens bei ihnen. Für den Aufenthalt des Hofes in Fontainebleau, der im Zeichen der Heirat des Dauphins (Ludwig XVI.) mit Marie-Antoinette stand, schrieb Grétry Les deux avares (Die zwei Geizhälse) (Video auf YouTube: Janitscharenmarsch, Bearbeitung für Klavier, Erakko Ippolitov) und L’amitié à l’épreuve (Die Freundschaft auf der Probe). Letztgenanntes Werk widmete er der 15-jährigen Dauphine.

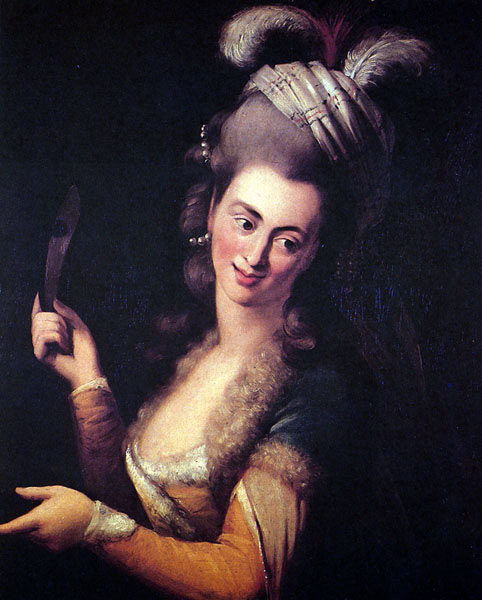
Aloisia Lange als Zémire (Johann Baptist Lampi, ca. 1784)

Jeannette gebar ihm die Tochter Jenny. Die zur Heirat nötige Zustimmung ihrer Mutter erhielt sie aber erst 1771. Fortan bekam Grétry von der Comédie-Italienne ein festes Gehalt, statt nur wie andere Komponisten einen Teil der Tageseinnahmen. Für Fontainebleau, wo diesmal die Heirat des Grafen von Provence (Ludwig XVIII.) mit Maria Josepha von Savoyen gefeiert wurde, schuf er L’ami de la maison (Der Hausfreund) und sein bekanntestes Werk Zémire et Azor. Von der Premiere von L’ami de la maison ist überliefert, dass Grétry sich von anderen Dirigenten durch eine lebhaftere und vielfältigere Gestik unterschied. In der Hauptrolle der Comédie-ballet Zémire et Azor (Video auf YouTube: Arie der Zémire, Sophie Karthäuser, L’Orfeo Barockorchester, Michi Gaigg), deren Libretto auf dem Märchen La Belle et la Bête (Die Schöne und das Tier) basiert, brillierte um 1784 in Wien Mozarts Schwägerin Aloisia Lange. Von nun an bezahlte auch der Hof dem Komponisten ein Gehalt.
1772 schrieb der befreundete Diderot: „Grétry hat eine sanfte und feine Physiognomie, schielende Augen und die Blässe eines Mannes von Geist. Er hat liebenswürdige Umgangsformen. Er hat eine junge Frau geheiratet, die zwei sehr schwarze Augen hat, und das ist sehr mutig bei einer so schwachen Brust wie der seinen; aber es geht ihm endlich besser, seit er Ehemann ist […].“ Im erwähnten Jahr tauften der Komponist und seine Gattin ihre zweite Tochter auf den Namen Lucile.

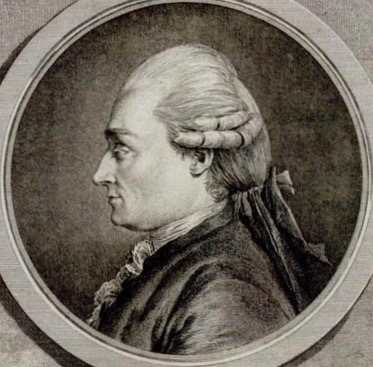
Grétry (Jean-Michel Moreau, 1772)

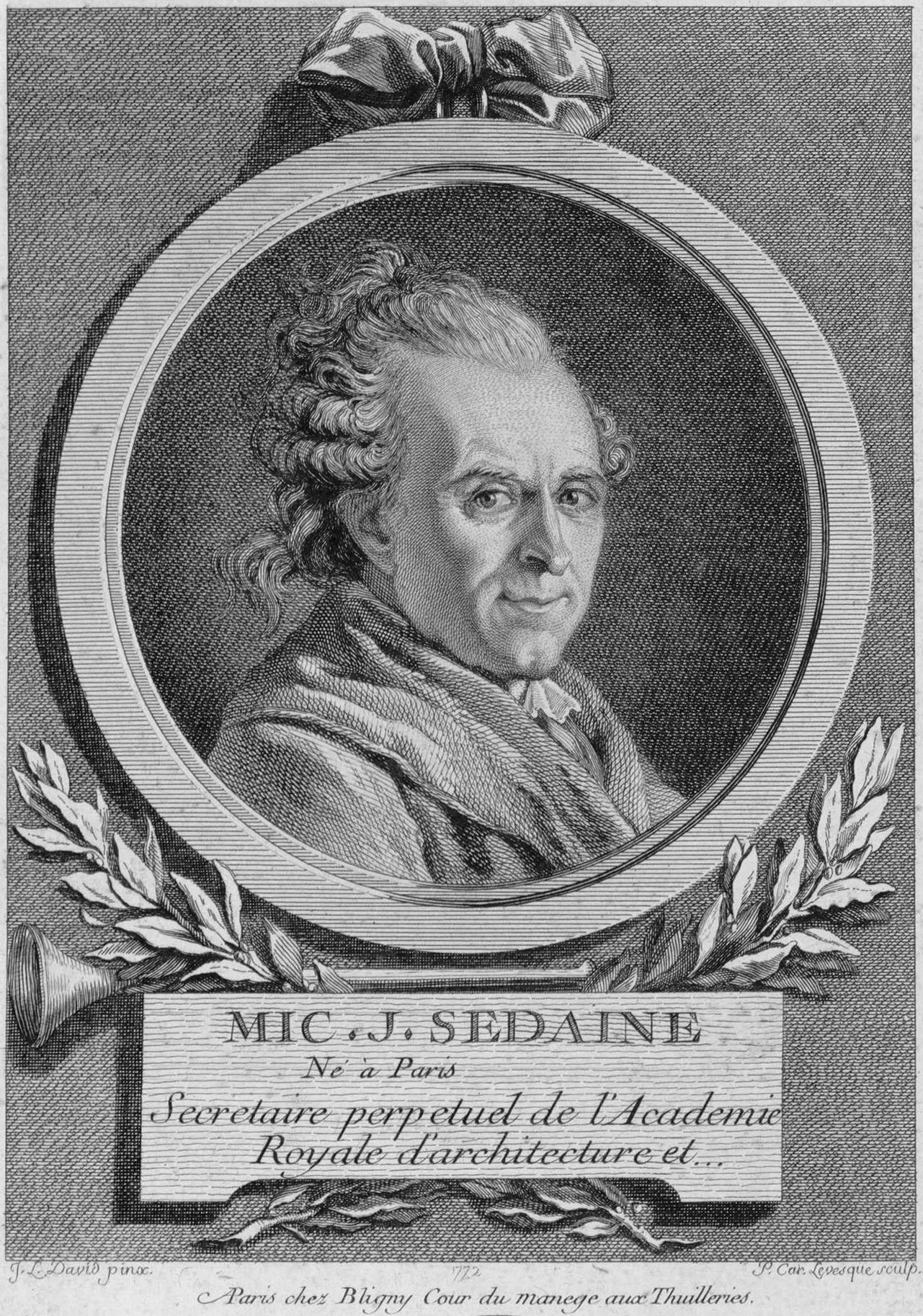
Sedaine (Pierre-Charles Levesque nach Jacques-Louis David, 1772)

1773 widmete Grétry Spaniens ehemaligem Premierminister, dem Herzog von Alba, seine erste Opéra-comique nach einem Libretto von Sedaine, Le Magnifique. Für die Feierlichkeiten nach der Heirat des Grafen von Artois (Karl X.) mit Maria Theresia von Savoyen schrieb er La rosière de Salency (Das Rosenmädchen von Salency) und seine erste klassische Oper Céphale et Procris ou L’amour conjugal (Kephalos und Prokris oder Die Gattenliebe) (Video auf YouTube: Arie der Procris, Sophie Karthäuser, Les Agrémens, Guy Van Waas).
Bis zum Neubau der Comédie-Italienne
1774 bestieg Ludwig XVI. den Thron, seine Gattin Marie-Antoinette nahm bei Grétry Musikunterricht. Grétry schreibt dazu: „Die letzte Königin liebte meine Musik während sieben oder acht Jahren und wünschte, dass ich ihren Konzerten und den Vorstellungen des Hofes beiwohnte, wenn man meine Werke aufführte. […] aber jung, schwach, flatterhaft, in schlechter Umgebung, verlor sie den Geschmack an allem, weil sie in nichts Maß halten konnte. […] beim ersten Anzeichen, dass sie meiner Musik überdrüssig war, zog ich mich von der Königin zurück.“ Das heroische Genre an der Pariser Oper (Académie Royale de musique) beherrschte nun bis 1779 Gluck, den Grétry „maître de musique“ der Königin nennt. Laut Grétry ergab sich – frei übersetzt – folgende Rollenverteilung:

„Gluck stellte die harmonischen Effekte, von denen er durchdrungen war, in den Dienst des Dramas; ich machte die melodischen Akzente Italiens dem Geist der französischen Sprache dienstbar.“

Dass seine Schwester Marie-Jeanne einen Gatten, Grétry selbst eine gute Presse und der Verleger des Mercure de France Jacques Lacombe Geld brauchte, führte zu einer Hochzeit, die den Komponisten teuer zu stehen kam.
1775 brachte er La fausse magie (Die falsche Magie), 1776 eine Neufassung von Les mariages samnites zur Aufführung. Im letztgenannten Jahr besuchte er neben Brüssel und Spa zum ersten Mal wieder das heimatliche Lüttich. Dabei verlieh ihm der aufgeklärte Fürstbischof Velbrück den Titel eines Geheimrats.
1777 entstanden Amour pour amour (Liebe um Liebe) und Matroco. Im folgenden Jahr komponierte Grétry erstmals auch für die Pariser Oper, die einen neuen Direktor erhalten hatte, und zwar Les trois âges de l’Opéra (Die drei Zeitalter der Oper) und Le jugement de Midas (Das Urteil des Midas). Obwohl er nicht halb so viel verdiente wie ein Sänger, hatte er 30.000 Livres ersparen können, die er nun beim Konkurs des erwähnten Lacombe verlor. Der 21-jährige Mozart schrieb damals in Paris die acht Variationen KV 352 (374c) über das Chorstück Dieu d’Amour aus Les mariages samnites. (Video auf YouTube: Mario Martinoli, Cembalo) Grétry machte einen Erholungsaufenthalt in Honfleur.
Für Versailles schrieb er 1778 einen seiner großen Erfolge, Les fausses apparences ou L’amant jaloux (Falscher Augenschein oder Der eifersüchtige Liebhaber). (Video auf YouTube: Arie der Léonore, Pauline Texier; Video auf YouTube: Arie der Isabelle, Claire Debono, Le Cercle de l’Harmonie, Jérémie Rhorer) Der Hof verdoppelte sein Gehalt.
1779 vertonte er Les événemens imprévus (Die unvorhergesehenen Ereignisse) sowie Aucassin et Nicolette ou Les mœurs du bon vieux temps (A. und N. oder Die Sitten der guten alten Zeit). Es war wohl in jenem Jahr, dass Marie-Antoinette mit Élisabeth Vigée-Lebrun Duette von ihm sang, während sie sich von der Künstlerin porträtieren ließ.
1780 fiel seine klassische Oper Andromaque (Andromache) durch, mit der er einem sensibleren Stil als jenem Glucks zum Durchbruch verhelfen wollte. In Lüttichs Theater wurde eine Kopie der Grétry-Büste von Pajou enthüllt, wobei Fabre d’Églantine sein Gedicht Le triomphe de Grétry rezitierte. Paris ehrte den Komponisten, indem es eine Straße bei der Comédie-Italienne nach ihm benannte.
Im Winter erkrankte er erneut lebensgefährlich. 1781 vertonte er Émilie ou La belle esclave (Emilie oder Die schöne Sklavin).
Mit Colinette à la cour ou La double épreuve (Die doppelte Probe oder Colinette bei Hof) und L’embarras des richesses (Reichtumsnot) brachte Grétry 1782 die von der Tragödie verdrängte Komödie an die Pariser Oper zurück. Neben der Comédie-Italienne und dem Hof bezahlte ihm nun auch diese dritte Institution ein Gehalt. Zum Jahreswechsel besuchte er letztmals seine Heimatstadt, deren Bürgermeistern er L’embarras des richesses widmete, und auf der Rückreise Lille.
Bis zur Französischen Revolution

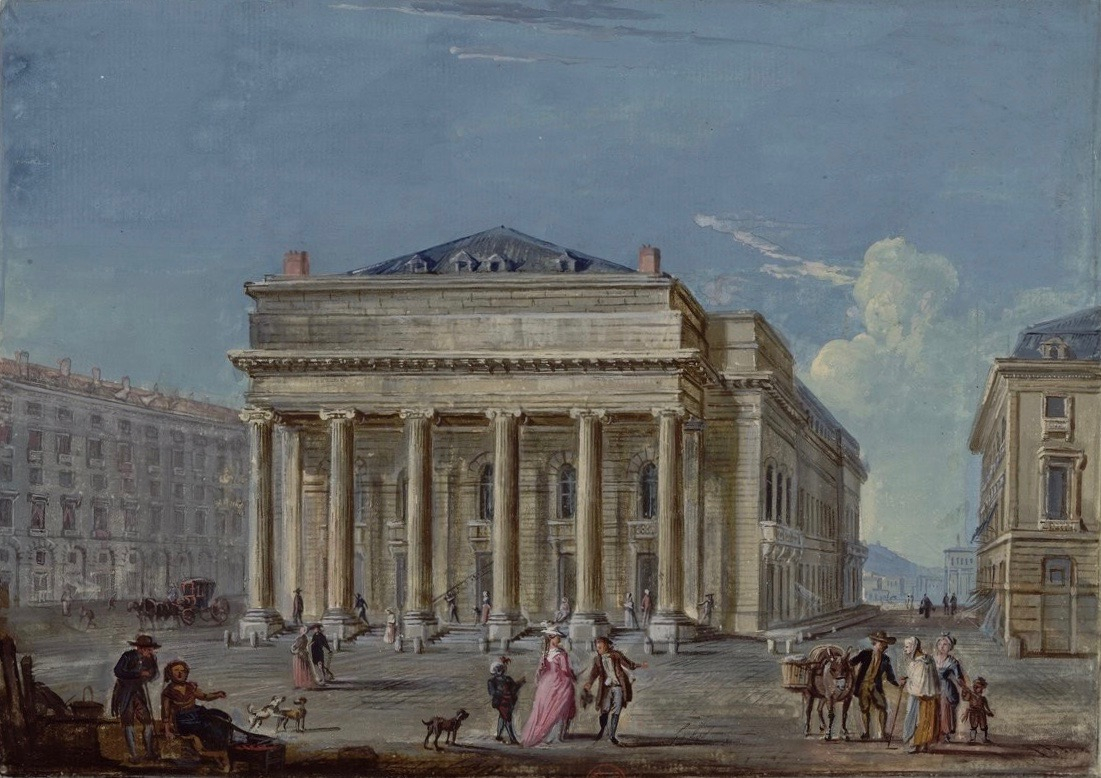
1783 eingeweihter Neubau der Comédie-Italienne (Jean-Baptiste Lallemand)

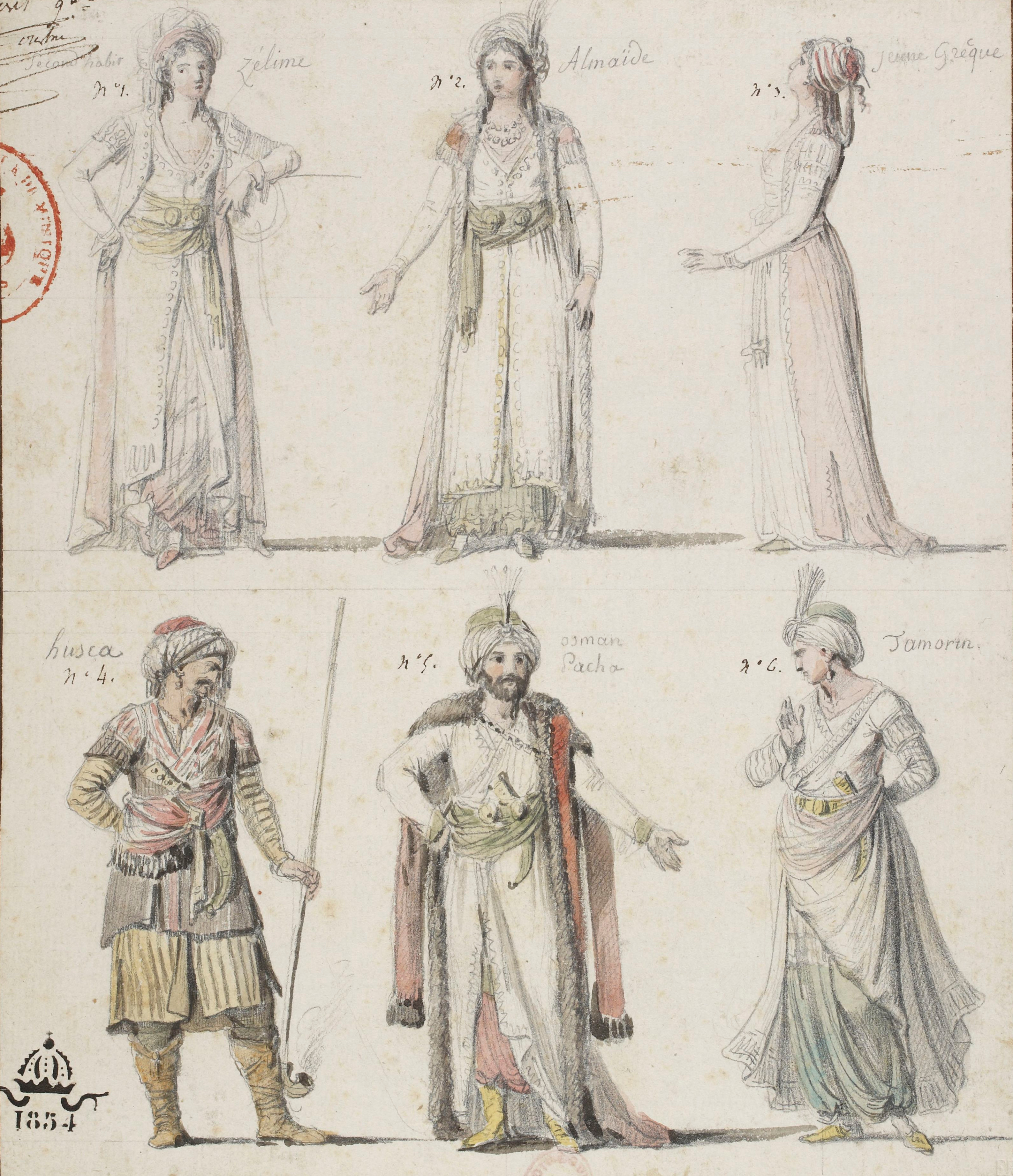
Kostümentwürfe für La caravane du Caire (Jean-Simon Berthélémy, 1790)

1783 erfolgte der Umzug der Comédie-Italienne vom Hôtel de Bourgogne in einen Neubau, der 2000 Zuschauern Platz bot statt der bisherigen 1500. Zu diesem Anlass schrieb Grétry Thalie au nouveau théâtre (Thalia im neuen Theater). Einer der größten Erfolge in der Geschichte der Pariser Oper wurde mit 506 Vorstellungen bis 1829 La caravane du Caire (Die Karawane von Kairo) (Video auf YouTube: Einführung, Les Agrémens, Guy Van Waas, französisch). Die Handlung weist Ähnlichkeiten mit Mozarts im Jahr zuvor entstandener Entführung aus dem Serail auf.

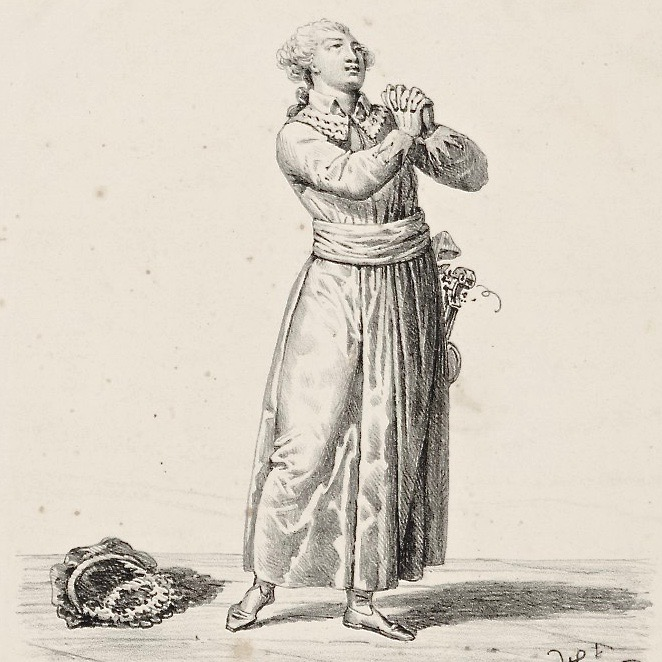
Clairval (Jean-Baptiste Guignard) als Blondel in Richard Cœur-de-Lion (Hippolyte Lecomte, 1830)

Großen Erfolg hatte Grétry auch 1784 mit L’épreuve villageoise (Die dörfliche Probe). Als Fürstbischof Velbrück starb, setzte sich der Komponist vergeblich für die Wahl des Prinzen Ferdinand von Rohan zum Nachfolger ein. Einen wahren Triumph feierte er mit Richard Cœur-de-Lion (Richard Löwenherz). (Video auf YouTube: Romanze, Franz Kaisin, José Beckmans; Video auf YouTube: Arie der Laurette, Mady Mesplé, Orchestre de chambre de la RTB, Edgar Doneux) In der Folge schuf man für Grétry die Sinekure eines Musikzensors.
1785 schrieb er Panurge dans l’isle des lanternes (Panurge auf der Laterneninsel) für die Pariser Oper. Diese verdoppelte sein Gehalt, so wie ihn nun auch die Comédie-Italienne besser entlöhnte.
Eben erst 14-jährig geworden, reüssierte Grétrys Tochter Lucile 1786 mit der Opéra-comique Le mariage d’Antonio (Antonios Heirat), einer Art Fortsetzung von Richard Cœur-de-Lion. Grétry schrieb die klassische Oper Amphitryon sowie die Opéras-comiques Les méprises par ressemblance (Verwirrung durch Ähnlichkeit) und Le comte d’Albert (Graf d’Albert). Nach dem Tod Sacchinis erhielt er vom Hof auch dessen Gehalt, das ihm aber nur noch einmal ausbezahlt wurde.
Im folgenden Winter starb seine 16-jährige Tochter Jenny. 1787 fiel Toinette et Louis ihrer Schwester Lucile durch. Grétry schrieb Le prisonnier anglais (Der englische Gefangene). Die Comédie-Italienne ernannte ihn zum Inspektor mit Gewinnbeteiligung. Die Pariser Oper erhöhte sein Gehalt nochmals.
1788 schrieb Grétry Le rival confident (Der Nebenbuhler als Vertrauter), 1789 Raoul Barbe-bleue (Blaubart) und die klassische Oper Aspasie (Aspasia).
Kurz vor dem Sturm auf die Bastille veröffentlichte er den ersten Band seiner Memoiren.
Bis zur Herrschaft des Direktoriums
Grétry unterstützte die Französische Revolution. Auf seine Heimatstadt anspielend, die es Paris am 18. August 1789 mit der Lütticher Revolution nachtat und 1794 sogar ihre Kathedrale als Symbol der Bischofsherrschaft niederriss, schrieb er: „Ohne Zweifel verdanke ich die Liebe zur Freiheit und den Abscheu vor der Sklaverei den republikanischen Gefühlen, die ich von Kindheit an eingesaugt habe.“ Den Vorwurf der Undankbarkeit gegenüber dem Hof wies er zurück: „[…] wenn man die Großen liebt, die uns lieben, ist man verpflichtet, ihre Kaste und alle die Absurditäten zu lieben, die sie ausmachen? Nein.“ Von den Librettisten, mit denen er damals zusammenarbeitete, war aber nur einer – Sylvain Maréchal – ein radikaler Revolutionär.
Mit der Revolution wurde die Musik dissonanter und schriller – „Hundegeheul“ nannte Grétry dies später. Er hatte sich nun auch gegen jüngere Konkurrenten zu behaupten. Die Sommer 1789 und 1790 verbrachte er aus familiären Gründen in Lyon, der Heimatstadt seiner Frau. Am Ende des ersten Aufenthalts fiel Tochter Antoinette in die Saône, wobei auch der zu Hilfe eilende Vater in Lebensgefahr geriet.
1790 verlor das Ehepaar Grétry beide ihm verbliebenen Kinder: Lucile, die unglücklich geheiratet hatte, mit 17 und Antoinette mit 16 Jahren. Grétry schrieb: „Nach diesem schrecklichen Schlag ließ das Fieber nach, das in mir brannte, verminderte sich mein Sinn für die Musik […].“ In Wirklichkeit aber erlahmte seine Schaffenskraft noch lange nicht. Jean-Nicolas Bouilly, von dem auch die Vorlage zu Beethovens Fidelio stammt, lieferte 1790 das Libretto zur Opéra-comique La jeunesse de Pierre le Grand (Die Jugend Peters des Großen), die dem zaudernden Ludwig XVI. das Vorbild eines tatkräftigen Reformers vor Augen stellen sollte. (Video auf YouTube: Maxim Mironov, Elena Voznesenskaya, Helikon-Operntheater, St. Petersburg, Sergei Stadler)
Sedaines Libretto zu Guillaume Tell (Wilhelm Tell) von 1791 basiert auf Lemierres gleichnamigem Stück von 1766. Es rechtfertigt die Revolution und richtet sich gegen Frankreichs künftigen Kriegsgegner Österreich. Die Musik komponierte Grétry während des zweiten Aufenthalts in Lyon, wo er sich von Offizieren eines Schweizer Regiments Lieder aus deren Heimat vortragen ließ. (Video auf YouTube: Ausschnitte einer Inszenierung, Opéra Royal de Wallonie, Claudio Scimone; Video auf YouTube: Arie des Guesler, Jean-Sébastien Bou, Les Nouveaux Caractères, Sébastien d’Hérin)

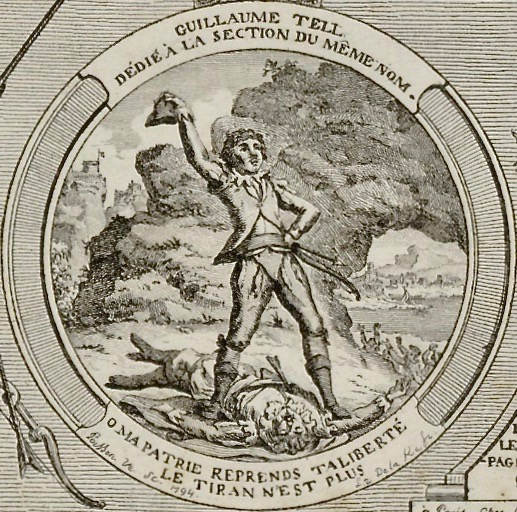
Nach Wilhelm Tell hieß 1790–1795 eine Sektion von Paris (Jean-Baptiste Marie Poisson, 1794)

Cécile et Ermancé ou Les deux couvents (C. und E. oder Die beiden Klöster) von 1792 kritisiert die Kirche. Das Libretto schrieben der Dichter der Marseillaise, Rouget de Lisle, und Jean-Baptiste-Denis Despré. Unerfüllt blieb Grétrys Wunsch, Beaumarchais möge den dritten Teil seiner Figaro-Trilogie – L’autre Tartuffe ou La mére coupable (T. der Zweite oder Die schuldige Mutter) – für eine Vertonung bearbeiten. In seinem autobiographischen Bericht beschreibt Bouilly den Komponisten bei der ersten Begegnung in Paris trotz dessen schon fortgeschrittenen Alters als leutseligen, lebensfrohen Künstler.
Nicht nur erhielt Grétry kein Geld mehr vom Hof und von der Pariser Oper – nach dem Ausbruch des Ersten Koalitionskriegs und der Ausrufung der Republik brachte auch die Comédie-Italienne letztmals 1792 Bazile ou À trompeur, trompeur et demi (B. oder Wer betrügt, wird betrogen) zur Aufführung. Fünf weitere Bühnenwerke blieben in der Schublade, so dass Grétry sein Klavier und Schmuck der Gattin verkaufen musste, die durch das Malen von Bildnissen zum Lebensunterhalt beitrug. Das Geld für den Druck seiner Partituren vermochte er nur noch mit jahrelanger Verspätung (Guillaume Tell) und eine Zeit lang gar nicht mehr zusammenzubringen.

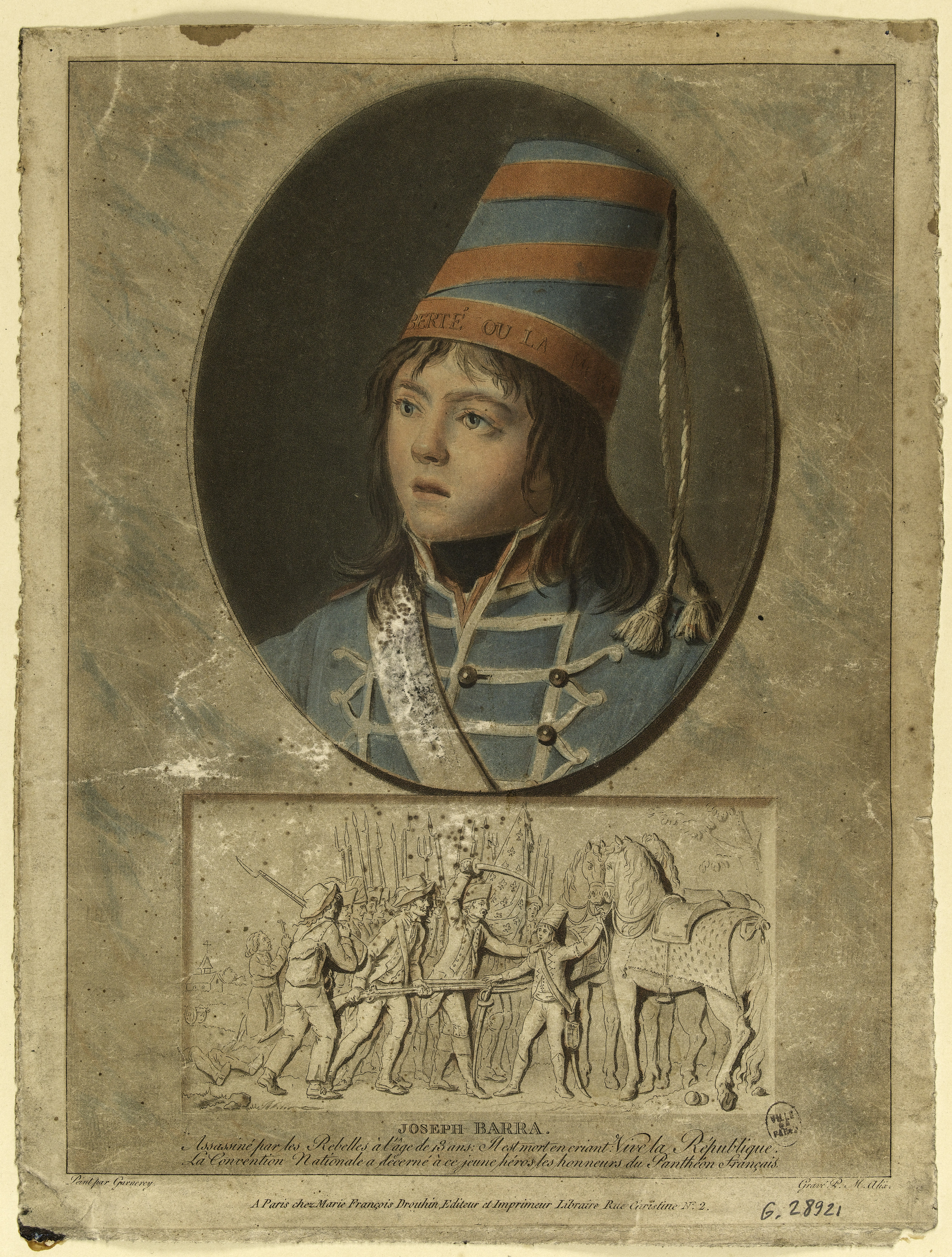
Joseph Barra in Husarenuniform (Pierre-Michel Alix, 1793)

Während der Terrorherrschaft 1794 gelangten dann neue Werke von ihm auf die Bühne – und zwar nicht auf Bestellung der damaligen Machthaber, wie er später behauptete: Joseph Barra, Denys le tyran, maître d’école à Corinthe (Dionys der Tyrann, Schulmeister in Korinth), La rosière républicaine ou La fête de la vertu (Das republikanische Rosenmädchen oder Das Fest der Tugend) und Callias ou Nature et Patrie (Kallias oder Natur und Vaterland). Mit Joseph Barra schloss sich Grétry dem Heldenkult Robespierres um einen 13-jährigen Trommler an, der beim Aufstand der Vendée gefallen war. Von „peinlicher Mittelmäßigkeit“ sind dagegen laut Bartlet Denys le tyran und La rosière républicaine, die Grétry auf Libretti von Maréchal für die Pariser Oper schrieb. Der Tyrann Dionys trägt Züge des eben hingerichteten Robespierre, mehr aber noch Ludwigs XVI. La rosière républicaine – ein Gegenstück zur Rosière de Salency – war ursprünglich für den Kult der Vernunft bestimmt. (Video auf YouTube: Ballettsuite, Grand orchestre philharmonique de Paris, Selmar Meyrowitz)
Unter der Herrschaft des Direktoriums wurde Grétry 1795 ins Inspektorat des Pariser Konservatoriums und ins Institut de France aufgenommen.
Anfang 1796 starb sein Bruder, der zeitweise einen Tabakladen bei der Comédie-Italienne betrieben hatte. Er hinterließ eine Frau und sieben Kinder, von denen das Ehepaar Grétry drei in Pflege nahm. Den Sommer 1796 verbrachte der Komponist auf dem Landgut, das Sophie de Bawrs Vater in Saint-Mandé bei Paris besaß. 1796/97 schrieb Beethoven die acht Variationen WoO 72 über die Romanze Une fièvre brûlante (Ein brennendes Fieber) aus Richard Cœur-de-Lion.
Gleich auf drei Bühnen hatten Werke Grétrys 1797 Premiere: Lisbeth, Anacréon chez Polycrate (Anakreon bei Polykrates) und Le barbier de village ou Le revenant (Der Dorfbarbier oder Der Wiedergänger). Lisbeth spielt wie Guillaume Tell in der Schweiz und lässt den in Frankreich populären Idyllendichter Salomon Gessner als Ehestifter auftreten. Le barbier de village dagegen ist eine Parodie auf La rosière républicaine, deren Libretto der erblindete älteste Neffe des Komponisten, André-Joseph Grétry (1774–1826), verfasste.
Den Druck einer um zwei Fortsetzungsbände vermehrten Neuauflage der Memoiren Grétrys übernahm damals die Republik, und zwar auf Initiative seiner Kollegen Méhul, Dalayrac, Cherubini, Devienne, Lesueur, Gossec, Langlé, Lemoyne und Stanislas Champein sowie des Bildungspolitikers Lakanal. Im 3. Band findet sich hundert Jahre vor Erfindung der Psychoanalyse der Vorschlag, „médecins de l’âme“ (Seelenärzte) anzustellen, „deren erhabene Funktion sich darauf beschränken würde, wenig zu sprechen und viel zuzuhören“.

### Paris/Montmorency (1798–1813)

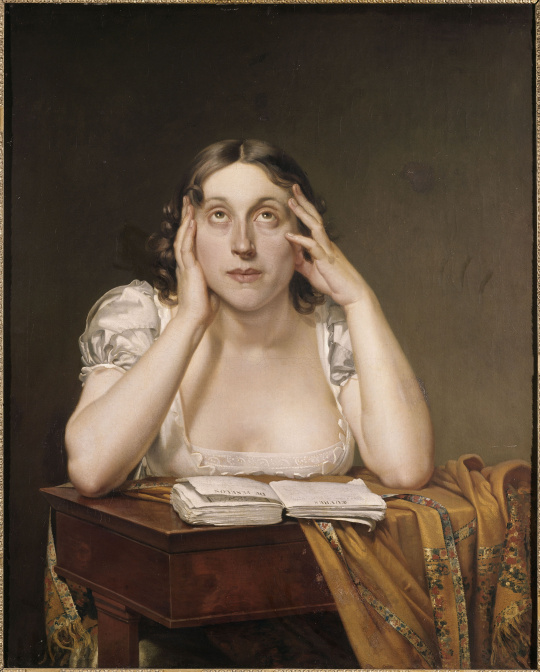
Marceline Desbordes-Valmore (Constant Joseph Desbordes, 1811)

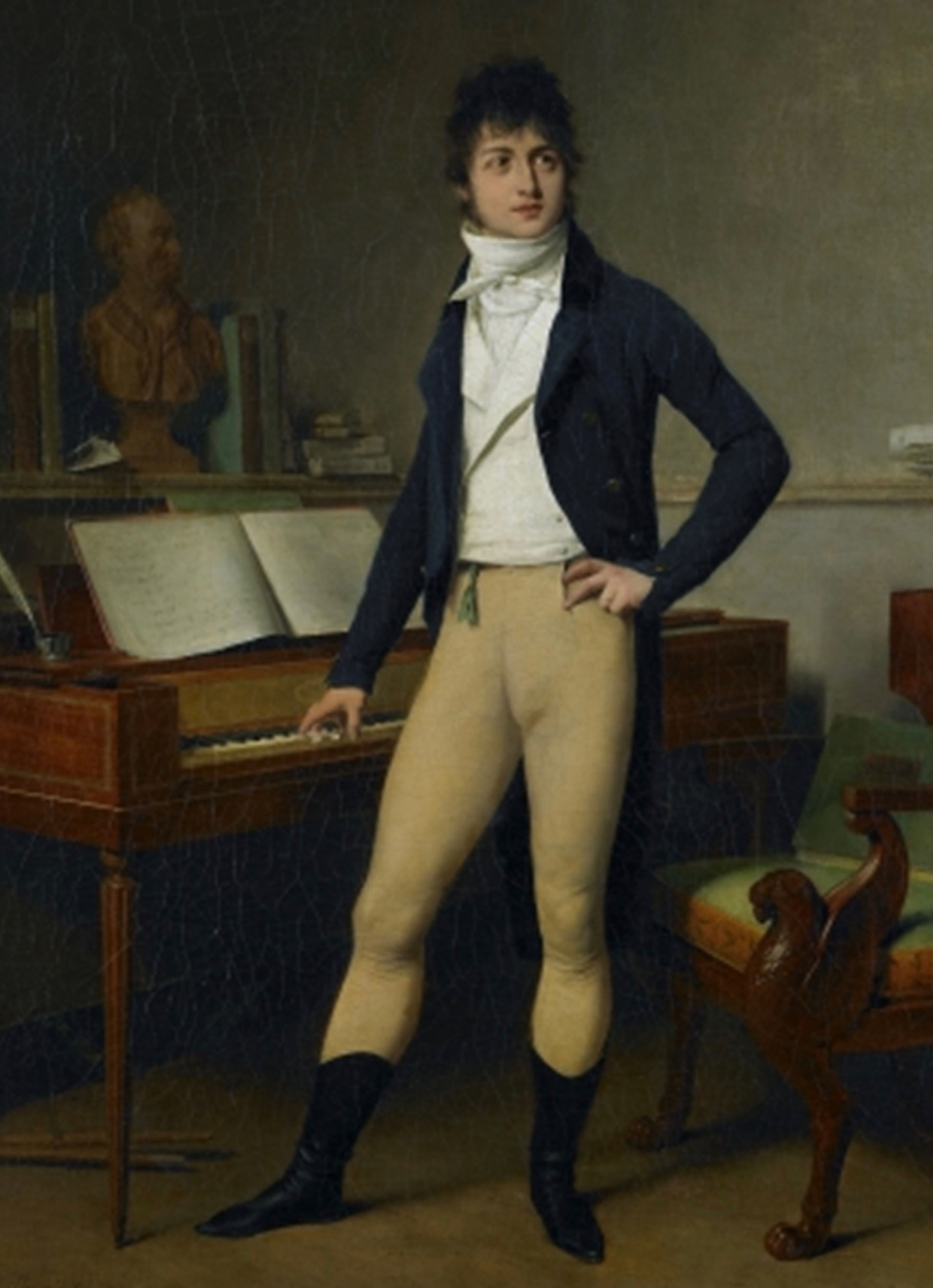
François-Adrien Boieldieu (Louis-Léopold Boilly, ca. 1800)

Obwohl er ihm nur ein einziges Mal begegnet war, verehrte Grétry Rousseau. 1798 erwarb er für 10.000 Livres die Ermitage (Einsiedelei) von Montmorency, wo der Philosoph 1756/57 gelebt hatte. Dort verbrachte er nun die Sommer und arbeitete an seinen letzten Bühnenwerken Elisca ou L’amour maternel (E. oder Die Mutterliebe) von 1799, Le casque et les colombes (Der Helm und die Tauben) von 1801 sowie Delphis et Mopsa von 1803. Daneben veröffentlichte er weitere Bücher: 1801 drei Bände De la vérité (Von der Wahrheit), 1802 wiederum auf Staatskosten eine Anweisung zum Präludieren.
Mit älteren Werken von ihm feierte der Sänger Jean Elleviou am Théâtre Feydeau Erfolge. Dies brachte Grétry, der seit 1800 auch wieder ein Gehalt vom Staat erhielt, Tantiemen ein – eine Errungenschaft der Revolution. Er war der erste Komponist, der 1803 in die Ehrenlegion aufgenommen wurde. Auf Davids bekannter Darstellung der Kaiserkrönung Napoleons (1804) ist er unter den Gästen zu erkennen.
Der 18-jährigen Schauspielerin und künftigen Dichterin Marceline Desbordes-Valmore (1786–1859), die er „liebe Tochter“ und „schöner Engel“ nannte, verhalf er zu Rollen an der Comédie-Italienne. In deren Foyer wurde 1805 eine Grétry-Statue von Jean-Baptiste Stouf aufgestellt. Der Verlust der Gattin im Jahr 1807 traf den Komponisten schwer. In der Folge verfasste er Réflexions d’un solitaire (Überlegungen eines Einsamen), die erst ein Jahrhundert später in vier Bänden veröffentlicht wurden.
1809 reiste er noch zur Hochzeit seines Neffen Alexis nach Orléans. 1813 starb Grétry mit 72 Jahren in der Ermitage. Kurz zuvor hatte er Sophie de Bawr gegenüber François-Adrien Boieldieu zu seinem Nachfolger auf dem Musiktheater erklärt.

## Erfolg und Nachruhm
Sophie de Bawr schrieb:

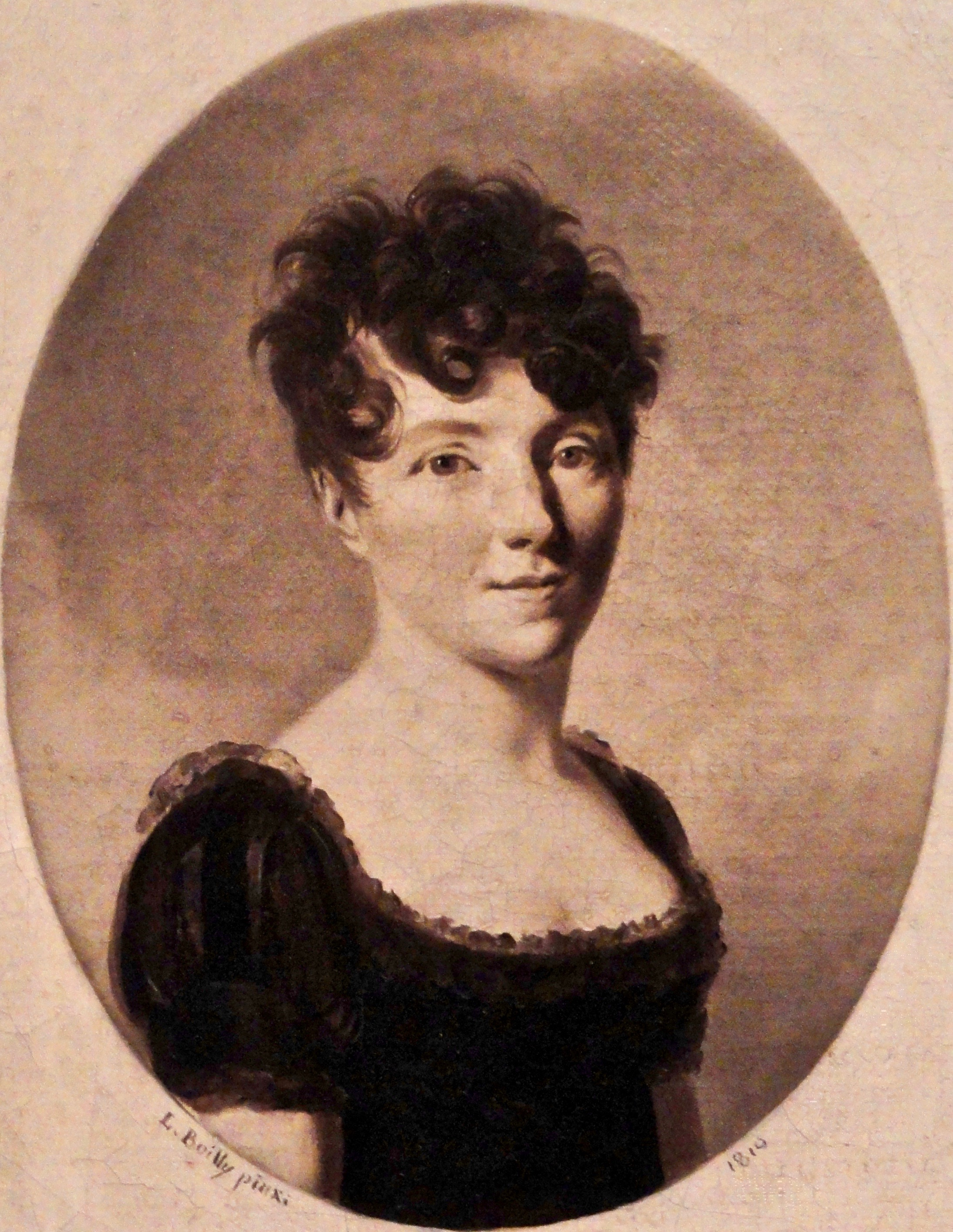
Sophie de Bawr (Louis-Léopold Boilly, 1819)

„Vom Marschall von Frankreich bis zum Lumpensammler von Paris – alle kannten Grétry, alle konnten einige der Arien auswendig, die er komponiert hatte […].“

Andernorts rühmte die Schriftstellerin und Komponistin Grétrys unerschöpfliche Erfindungsgabe. Doch fügte sie hinzu, man könne ihn nicht ehrlich bewundern, ohne zu bedauern, dass er nach Frankreich gekommen sei, ehe sich die Musik dort hinsichtlich der Harmonik vervollkommnet habe.
Von 1768 bis 1824 stand Grétrys Name – von Zeiten der Schließung abgesehen – nur in zwei Monaten nicht auf dem Spielplan der Comédie-Italienne. 1771–1780 gab diese 1222 Vorstellungen seiner Werke (alle drei Tage eine), während es Monsigny auf 661, Duni auf 461 und Philidor auf 458 brachten. Lucile wurde im erwähnten Zeitraum am zweitmeisten gespielt (143 Vorstellungen), nach Le déserteur von Monsigny (154) und vor dessen Le roi et le fermier (141). 1781–1790 führte Grétry mit 1418 Vorstellungen (eine alle zwei bis drei Tage) vor Dalayrac mit 703, Monsigny mit 374 und Dezède mit 323. Auf die meisten Vorstellungen brachten es L’épreuve villageoise und Dezèdes Blaise et Babet (je 129) vor Richard Cœur-de-Lion (125) und L’amant jaloux (118). In der Revolutionszeit nahm die Popularität Grétrys ab (von 141 Vorstellungen 1793 auf 50 im Jahr 1799), unter dem Konsulat und dem Empire aber wieder zu, um unter Ludwig XVIII. endgültig zurückzugehen. Während sich seine Werke in der Provinz länger hielten, wurden in Paris im weiteren Verlauf des 19. Jahrhunderts nur noch sieben davon gespielt.

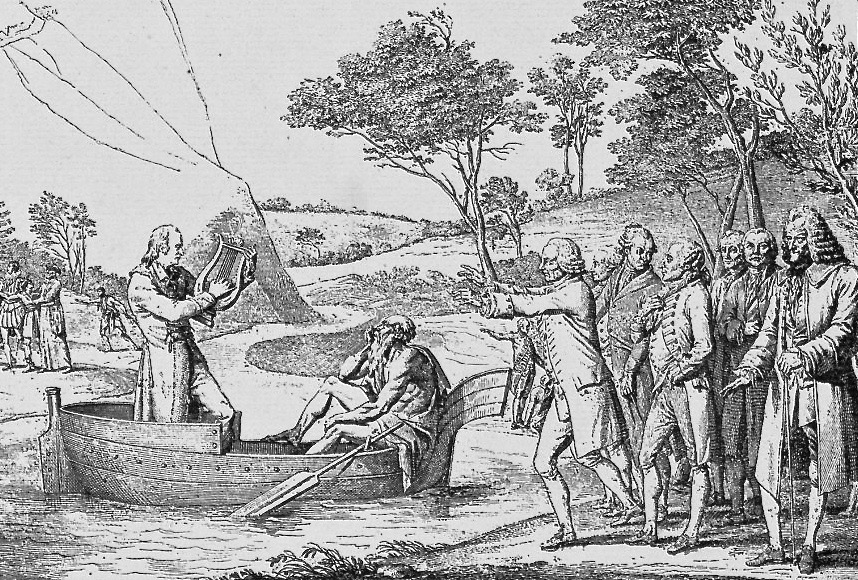
Grétry in Elysium (Jean Duplessis-Bertaux)

An Grétrys Begräbnis, das einer Apotheose glich, beteiligte sich – kurz nach dem Untergang der Grande Armée in Russland – halb Paris. Der Marche lugubre pour orchestre militaire seines Landsmanns Gossec (Video auf YouTube: Banda dell’Esercito Italiano, Fulvio Creux) passte zur allgemeinen Stimmung. Vor dem Théâtre Feydeau ließen versteckte Bläser das Terzett Ah ! laissez-moi, laissez-moi la pleurer aus Zémire et Azor erklingen. Die letzte Ruhestätte fand der Komponist auf dem Friedhof Père-Lachaise. Die Grabreden hielten sein Berufskollege Méhul, der Grétry einen „Molière der Comédie lyrique“ nannte, und der Librettist Bouilly. Amélie-Julie Candeille komponierte ein Morceau de musique funèbre en l’honneur de Grétry, Antonín Rejcha eine Kantate Hommage à Grétry.
Die sieben Erben zerstritten sich. Louis-Victor Flamand-Grétry erwirkte die Erlaubnis, dem Leichnam des Komponisten das Herz zu entnehmen, um es der Stadt Lüttich zu schenken. Dann aber ließ er es in der Ermitage von Montmorency bestatten, die er zu einer Art Wallfahrtsstätte machte. Es brauchte einen Prozess, bis es 1829 in Grétrys Heimatstadt überführt werden konnte. Dort setzte man es im Sockel der Statue von Guillaume Geefs bei, die 1842 im Rahmen eines Grétry-Festivals unter Beteiligung Liszts eingeweiht wurde und heute vor der Königlichen Oper der Wallonie steht.
Nachdem Frankreichs Heere zum Marsch La victoire est à nous (Der Sieg ist unser) aus La caravane du Caire in die Koalitionskriege gezogen waren, wurde nach dem Sturz Napoleons das Quartett Où peut on être mieux qu’au sein de sa famille (Am besten lebt es sich im Kreise seiner Lieben) aus Lucile inoffizielle Königshymne. Als Deutschland vom Fieber des Nationalismus erfasst war, schrieb Carl Maria von Weber 1817: „Vielleicht ist Gretry der einzige, der in Frankreich erblühten Componisten, der bedeutend lyrischen, ja sogar oft romantischen Sinn hatte. Die mitunter wirklich rührende Unschuld seiner Melodieen, deren Rythmen [sic] sich immer nach dem Bedürfniß des Augenblicks und nicht nach festgestellten Formen, richteten […] sind vergeblich zu erreichen versucht worden.“ In einem Lexikon aber hieß es, die „großen Entwickelungen der Musik“ seien an dem „heiteren Flandrer“ vorbeigegangen, weil er es nicht mit dem „gemüthvollem Deutschen“ gehalten, sondern „lieber mit dem lustigen Franzmann dahingetanzt“ sei. 1890 fügte Tschaikowski Laurettes Arie Je crains de lui parler de nuit (Ich kann nicht fragen ihn des Nachts) aus Richard Cœur-de-Lion als Zitat in seine Oper Pique Dame ein.
Grétrys rekonstruiertes Geburtshaus in Lüttich ist seit 1913 Museum. Dort wird u. a. ein Pianoforte gezeigt, das Johannes Zumpe und Gabriel Gottlieb Buntebart 1769 in London gebaut hatten und das der Komponist aus Rousseaus Besitz erworben haben soll. Seinen Namen tragen in Lüttich eine Musikakademie, in Montmorency ein Konservatorium, vielerorts Straßen und Plätze. Ab 1980 war der Komponist auf der belgischen 1000-Franken-Note abgebildet. 1987 wurde der 1933 entdeckte Asteroid (3280) Grétry nach ihm benannt.

## Galerie

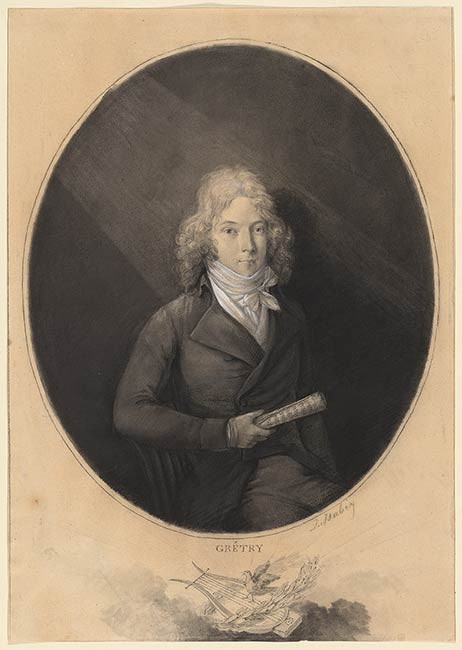
Phantasieportrait des jungen Grétry (Jean-Baptiste Isabey)
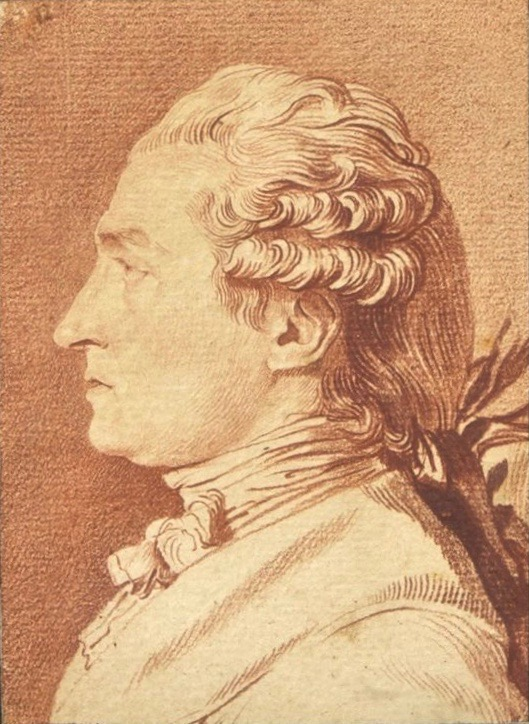
Porträt aus Grétrys Besitz (Louis-Roland Trinquesse)
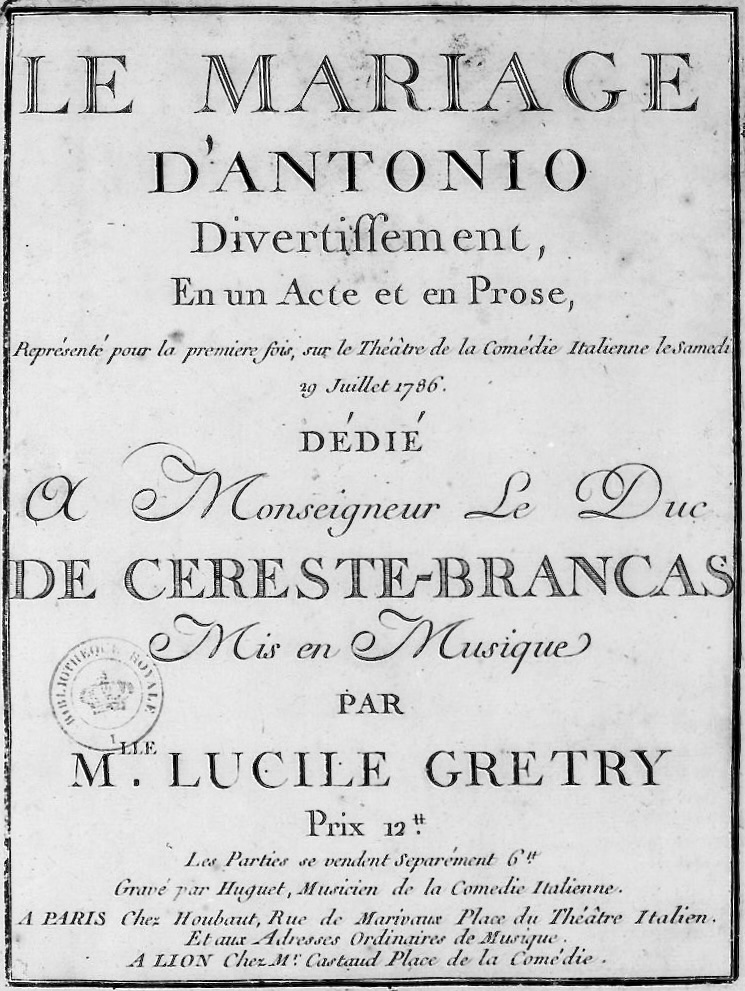
Grétrys Tochter Lucile als Wunderkind (1786)
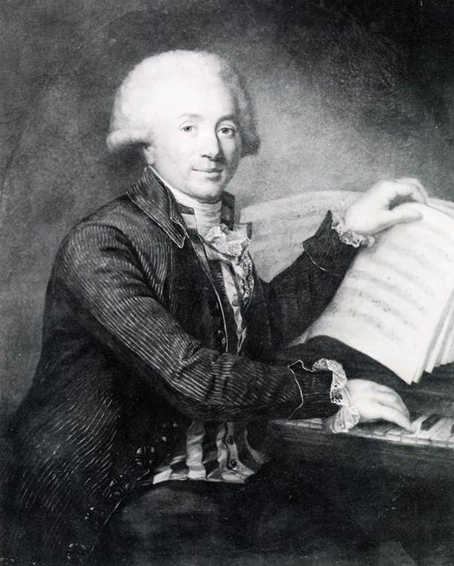
Grétry am Pianoforte (Antoine Vestier, um 1788)
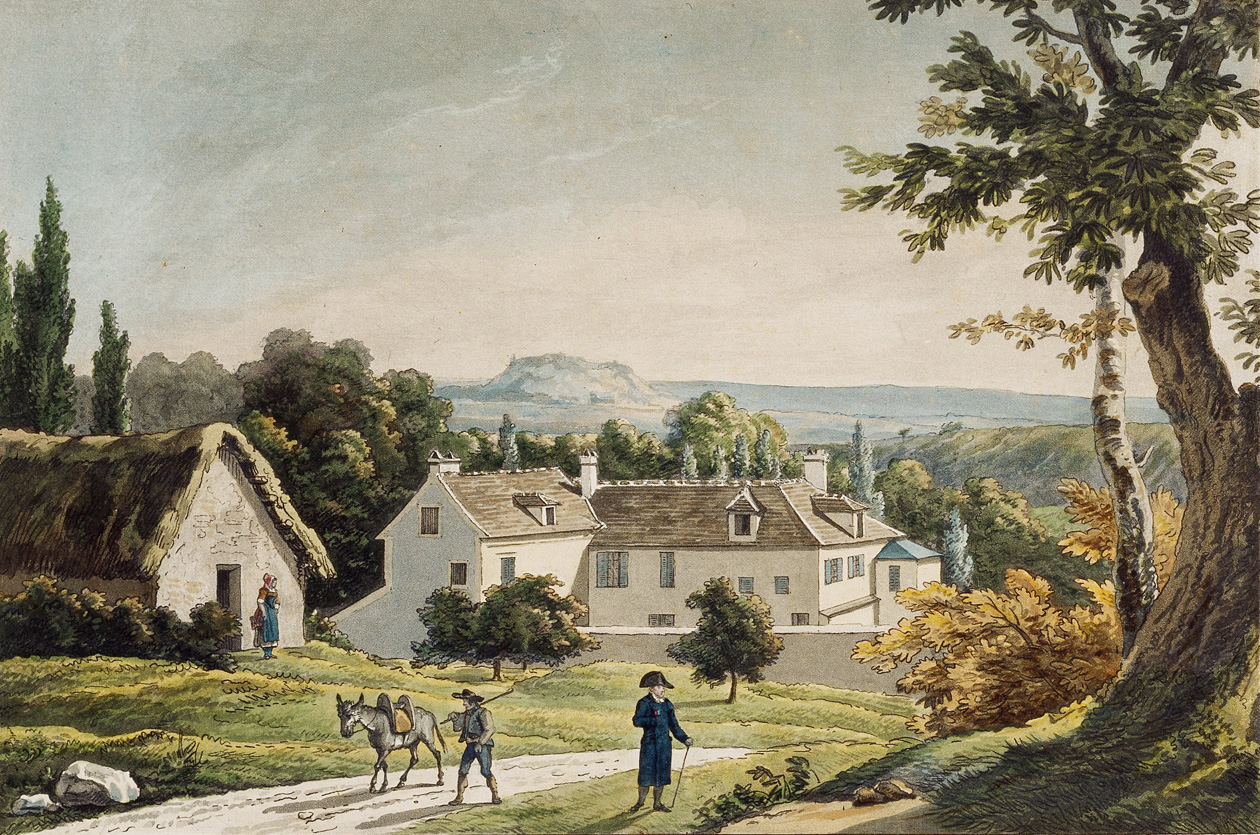
Ermitage, Montmorency (Philibert-Louis Debucourt nach Horace Vernet)
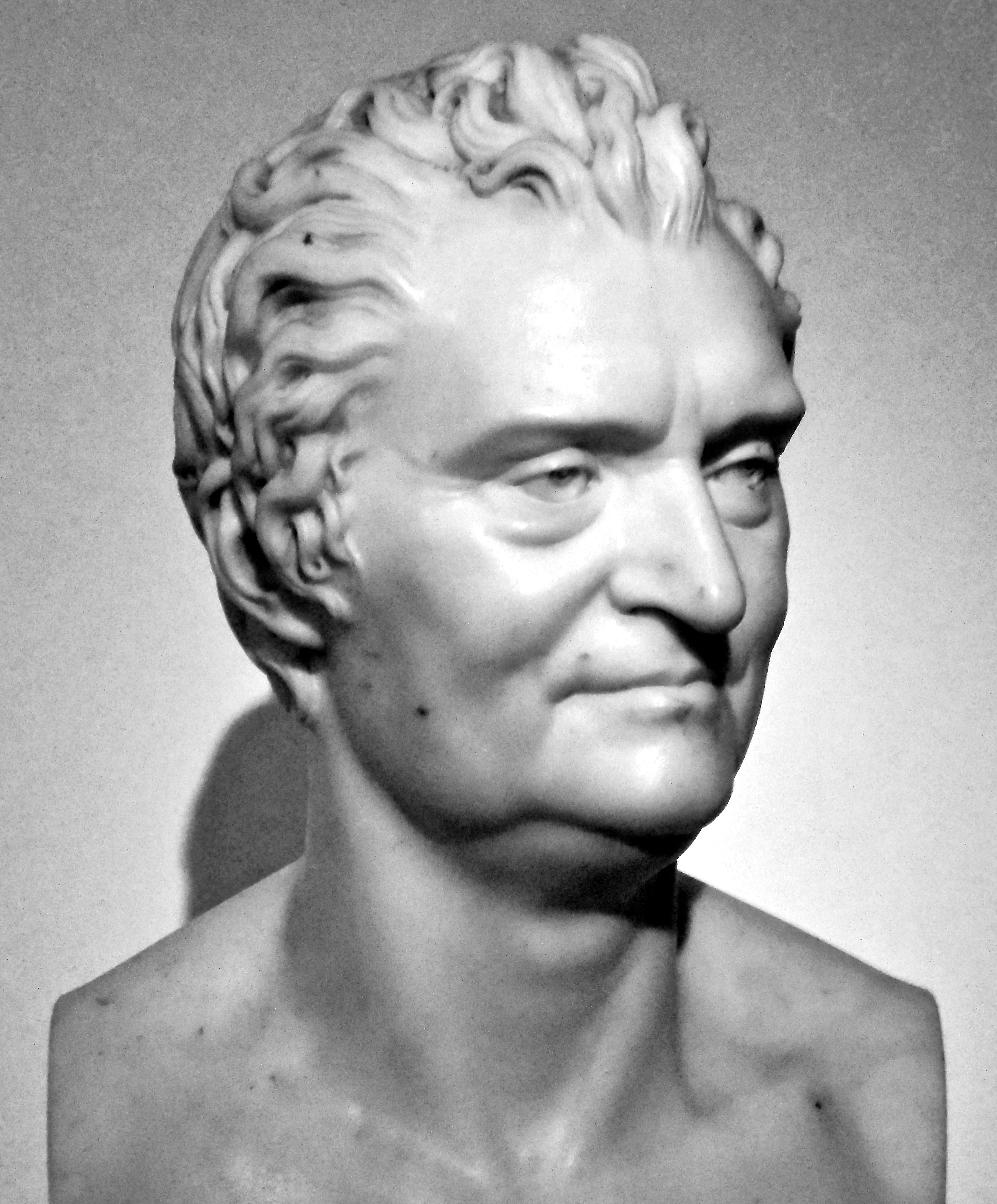
Grétry-Büste (Henri-Joseph Rutxhiel, 1804/05)
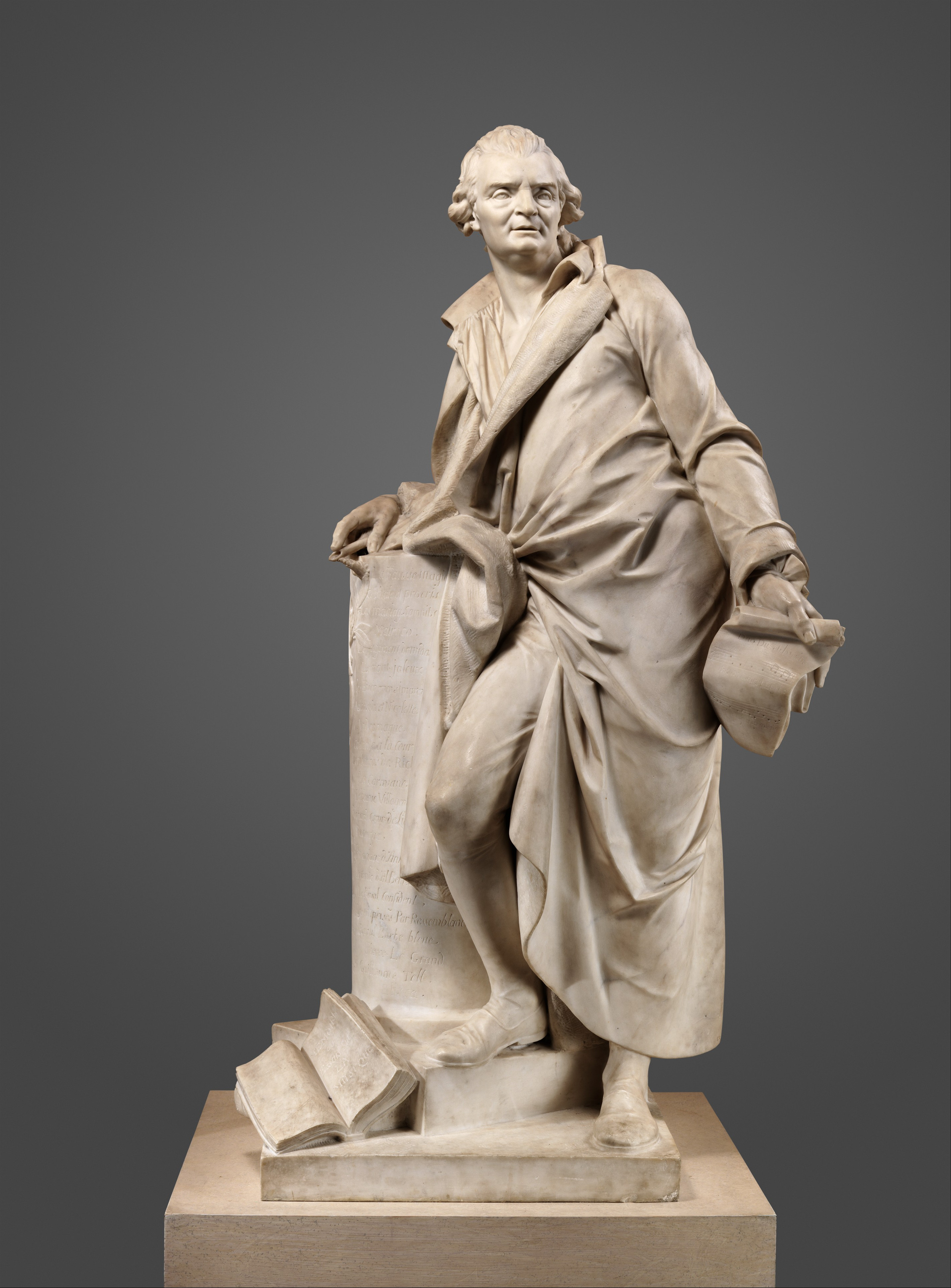
Grétry-Statue (Jean-Baptiste Stouf, 1804–1808)
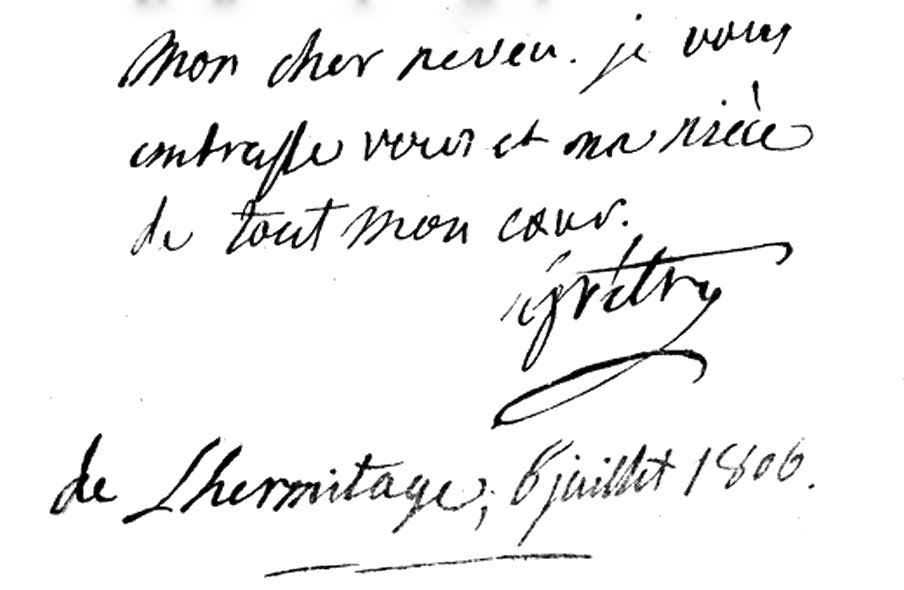
Gruss Grétrys an seinen Neffen und seine Nichte (1806)
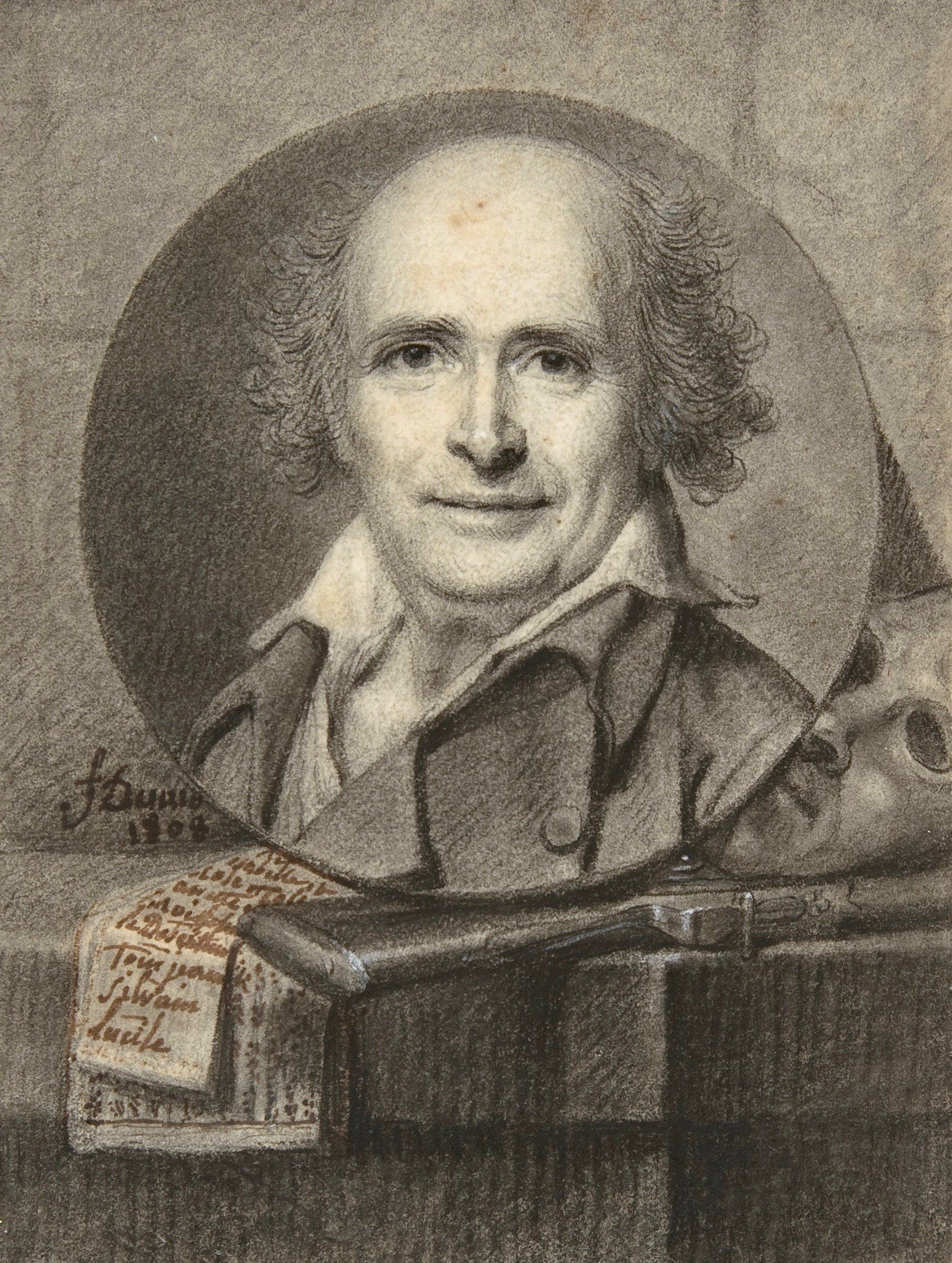
Grétry mit Gewehr (François Dumont, 1808)
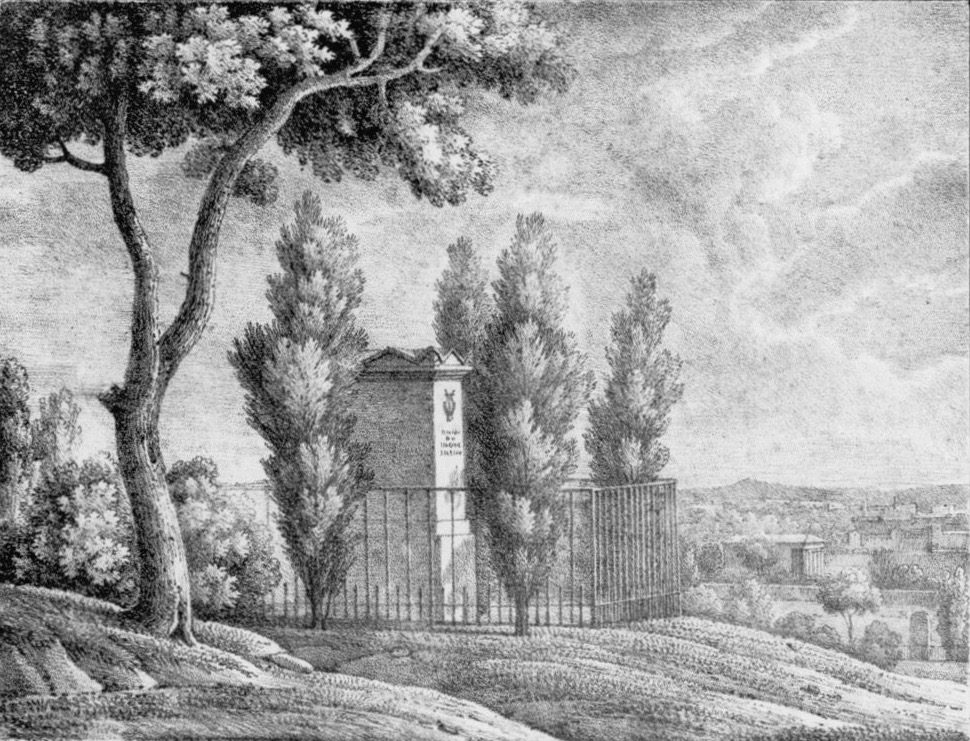
Grétrys Grab, Friedhof Père Lachaise, Paris (Louis Faure, um 1821)
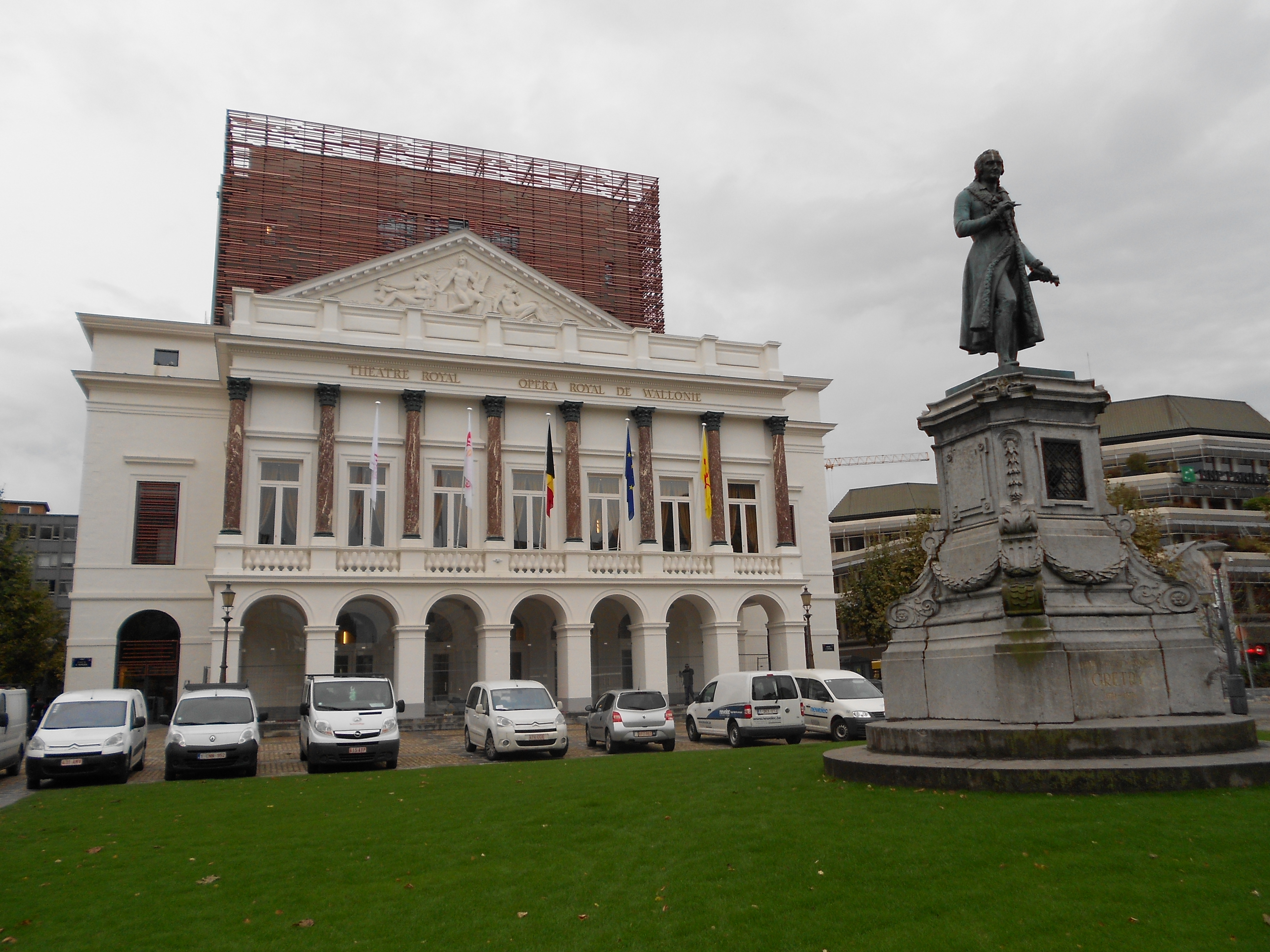
Grétry-Statue (Guillaume Geefs, 1840), Opéra Royal de Wallonie, Lüttich
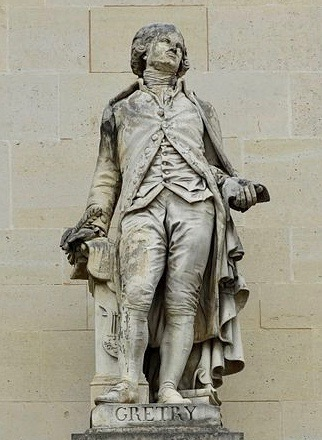
Grétry-Statue (Victor Vilain, 1857), Louvre

## Kompositionen
Erhaltene Kirchenmusik
- Confitebor tibi Domine (1762)
- Dixit Dominus für 4 Stimmen und Orchester (unvollständig)
- O salutaris hostia für 5 Stimmen und Orgel
- Lætatus sum für Sopran und Orchester
- Laudate Dominum für Tenor und Orchester
- Laudate Dominum für Sopran und Orchester
- Mirabilis Deus für 4 Stimmen und Orchester

Erhaltene Instrumentalmusik
- Sei quartetti per due violini, alto e basso di Andrea Grètry composti a Roma. Opus 3 (1774):
  Nr. 1, G-Dur (Andantino, Allegro, Fuga)
 Nr. 2, Es-Dur (Allegro, Larghetto, Allegro)
 Nr. 3, F-Dur (Allegro, Minuetto, Allegro, Allegro assai)
 Nr. 4, D-Dur (Allegro assai, Andantino, Tempo di minuetto)
 Nr. 5, G-Dur (Andante, Allegro, Allegro)
 Nr. 6, c-Moll (Larghetto, Allegro moderato, Allegro fuga)
- Konzert für Flöte, zwei Hörner und Orchester, C-Dur
- Sinfonie für zwei Oboen und Streicher (1769)

Sämtliche Bühnenwerke
Die Namenswechsel der Comédie-Italienne und der Pariser Oper sind nicht berücksichtigt. Die Rubrik Widmung bezieht sich auf die Erstdrucke der Partituren, die Rubrik Nummer auf die Collection complète des œuvres de Grétry.
| Jahr     | Titel                                                                           | Gattung                         | Libretto                                                               | Uraufführung                              | Widmung                              | Nummer                   |
| -------- | ------------------------------------------------------------------------------- | ------------------------------- | ---------------------------------------------------------------------- | ----------------------------------------- | ------------------------------------ | ------------------------ |
| 1765     | La vendemmiatrice                                                               | 2 Intermezzi                    | Angelo Lungi                                                           | Teatro Alibert, Rom, Karneval             |                                      |                          |
| 1767     | Isabelle et Gertrude ou Les sylphes supposés                                    | Comédie, 1 Akt                  | Favart (nach Voltaire)                                                 | Genf, Dezember                            |                                      |                          |
| 1768     | Les mariages samnites (1. Fassung)                                              | Opéra, 1 Akt                    | Pierre Légier (nach Marmontel)                                         |                                           |                                      |                          |
| 1768     | Le Huron                                                                        | Comédie, 2 Akte (Verse)         | Marmontel (nach Voltaire)                                              | Comédie-Italienne, 20. August             | Graf Creutz                          | XIV (1893)               |
| 1768     | Le connaisseur                                                                  | Comédie, 3 Akte                 | Marmontel                                                              |                                           |                                      |                          |
| 1769     | Lucile                                                                          | Comédie, 1 Akt (Verse)          | Marmontel                                                              | Comédie-Italienne, 5. Januar              | Graf d’Oultremont                    | II (1884)                |
| 1769     | Le tableau parlant                                                              | Comédie-parade, 1 Akt (Verse)   | Louis Anseaume                                                         | Comédie-Italienne, 20. September          | Choiseul                             | IX (1890)                |
| ca. 1769 | Momus sur la terre                                                              | Prolog                          | Claude-Henri Watelet                                                   | La Roche-Guyon                            |                                      |                          |
| 1770     | Silvain                                                                         | Comédie, 1 Akt (Verse)          | Marmontel (nach Gessner)                                               | Comédie-Italienne, 19. Februar            | Prinz Karl von Polen                 | XXVII (1901)             |
| 1770     | Les filles pourvues                                                             | Compliment de clôture, 1 Akt    | Louis Anseaume                                                         | Comédie-Italienne, 31. März               |                                      |                          |
| 1770     | Les deux avares                                                                 | Comédie bouffon, 2 Akte (Prosa) | Fenouillot de Falbaire                                                 | Fontainebleau, 27. Oktober                | Herzog von Aumont                    | XX (1896)                |
| 1770     | L’amitié à l’épreuve                                                            | Comédie, 2 Akte (Verse)         | Favart und Claude-Henri Fusée de Voisenon (nach Marmontel)             | Fontainebleau, 13. November               | Marie-Antoinette                     | XLII f.                  |
| 1771     | L’ami de la maison                                                              | Comédie, 3 Akte (Verse)         | Marmontel                                                              | Fontainebleau, 26. Oktober                | Herzog von Duras                     | XXXVIII (1909)           |
| 1771     | Zémire et Azor                                                                  | Comédie-ballet, 4 Akte (Verse)  | Marmontel (nach Jeanne-Marie Leprince de Beaumont und La Chaussée)     | Fontainebleau, 9. November                | Gräfin Du Barry                      | XIII (1892)              |
| 1773     | Le Magnifique                                                                   | Comédie, 3 Akte (Prosa)         | Sedaine (nach La Fontaine)                                             | Comédie-Italienne, 4. März                | Herzog von Alba                      | XXXI (1904)              |
| 1773     | La rosière de Salency                                                           | Pastorale, 3 Akte (Verse)       | Masson de Pezay                                                        | Fontainebleau, 23. Oktober                | Gräfin Stroganowa                    | XXX (1903)               |
| 1773     | Céphale et Procris ou L’amour conjugal                                          | Ballet-héroïque, 3 Akte         | Marmontel (nach Ovid)                                                  | Versailles, 30. Dezember                  | Chevalier de Luxembourg              | III f. (1885)            |
| 1775     | La fausse magie                                                                 | Comédie, 2 Akte (Verse)         | Marmontel                                                              | Comédie-Italienne, 1. Februar             | Prinz von Poix                       | XXV (1899)               |
| 1776     | Les mariages samnites (2. Fassung)                                              | Drame lyrique, 3 Akte (Prosa)   | Barnabé Farmian Durosoy (nach Marmontel)                               | Comédie-Italienne, 12. Juni               | Fürstbischof Velbrück                | XXXV (1907)              |
| 1776     | Pygmalion                                                                       | Drame lyrique, 1 Akt            | Barnabé Farmian Durosoy                                                |                                           |                                      |                          |
| 1777     | Amour pour amour                                                                | 3 Divertissements               | Pierre Laujon                                                          | Versailles, 10. März                      |                                      |                          |
| 1777     | Matroco                                                                         | Drame burlesque, 4 Akte (Verse) | Pierre Laujon                                                          | Chantilly, 3. November                    |                                      |                          |
| 1778     | Le jugement de Midas                                                            | Comédie, 3 Akte (Prosa)         | Thomas Hales (nach Kane O’Hara)                                        | Palais-Royal, 28. März                    | Madame de Montesson                  | XVII (1894)              |
| 1778     | Les trois âges de l’Opéra                                                       | Prolog und Divertissements      | Alphonse-Marie-Denis Devismes de Saint-Alphonse                        | Pariser Oper, 27. April                   |                                      | XLVI                     |
| 1778     | Les fausses apparences ou L’amant jaloux                                        | Comédie, 3 Akte (Prosa)         | Thomas Hales (nach Susanna Centlivre)                                  | Versailles, 20. November                  | Lenoir, Lieutenant général de police | XXI (1896)               |
| 1778     | Les statues                                                                     | Opéra-féerie, 4 Akte            | Marmontel (nach Tausendundeiner Nacht)                                 |                                           |                                      |                          |
| 1779     | Les événemens imprévus                                                          | Comédie, 3 Akte (Prosa)         | Thomas Hales                                                           | Versailles, 11. November                  | Graf von Artois (Karl X.)            | X (1890)                 |
| 1779     | Aucassin et Nicolette ou Les mœurs du bon vieux temps                           | Comédie, 3 Akte (Verse)         | Sedaine (nach La Curne de Sainte-Palaye)                               | Versailles, 30. Dezember                  | Herzogin von Gramont                 | XXXII (1905)             |
| 1780     | Andromaque                                                                      | Tragédie lyrique, 3 Akte        | Louis-Guillaume Pitra (nach Racine)                                    | Pariser Oper, 6. Juni                     | Herzogin von Polignac                | XXXVI f. (1908)          |
| 1781     | Émilie ou La belle esclave                                                      | Comédie lyrique, 1 Akt          | Nicolas François Guillard                                              | Pariser Oper, 22. Februar                 |                                      | XLVII                    |
| 1781/82  | Électre                                                                         | Tragédie lyrique, 3 Akte        | Jean-Charles Thilorier (nach Euripides)                                |                                           |                                      |                          |
| 1782     | Colinette à la cour ou La double épreuve                                        | Comédie lyrique, 3 Akte         | Jean-Baptiste Lourdet de Santerre (nach Favart)                        | Pariser Oper, 1. Januar                   | Graf von Vaudreuil                   | XV f. (1893 f.)          |
| 1782     | L’embarras des richesses                                                        | Comédie lyrique, 3 Akte         | Jean-Baptiste Lourdet de Santerre (nach Léonor Soulas d’Allainval)     | Pariser Oper, 26. November                | Beide Bürgermeister von Lüttich      | XI f. (1892)             |
| 1782     | Les colonnes d’Alcide                                                           | Opéra, 1 Akt                    | Louis-Guillaume Pitra                                                  |                                           |                                      |                          |
| 1783     | Thalie au nouveau théâtre                                                       | Prolog                          | Sedaine                                                                | Comédie-Italienne, 28. April              |                                      |                          |
| 1783     | La caravane du Caire                                                            | Opéra-ballet, 3 Akte            | Étienne Morel de Chédeville und Ludwig XVIII.                          | Fontainebleau, 30. Oktober                | Baron von Breteuil                   | XXII f. (1897 f.)        |
| 1784     | L’épreuve villageoise                                                           | Opéra bouffon, 2 Akte (Verse)   | Desforges (= Pierre-Jean-Baptiste Choudard)                            | Comédie-Italienne, 24. Juni               | Madame Papillon de La Ferté          | VI (1886)                |
| 1784     | Richard Cœur-de-Lion                                                            | Comédie, 3 Akte (Prosa)         | Sedaine (nach Paulmy d’Argenson)                                       | Comédie-Italienne, 21. Oktober            | Madame des Entelles                  | I (1883)                 |
| 1785     | Panurge dans l’isle des lanternes                                               | Comédie lyrique, 3 Akte         | Étienne Morel de Chédeville und Ludwig XVIII. (nach François Parfaict) | Pariser Oper, 25. Januar                  |                                      | XIX (1895), XXIII (1898) |
| 1785     | Œedipe à Colonne                                                                | Tragédie lyrique, 3 Akte        | Nicolas-François Guillard (nach Sophokles)                             |                                           |                                      |                          |
| 1786     | Amphitryon                                                                      | Opéra, 3 Akte                   | Sedaine (nach Molière)                                                 | Versailles, 15. März                      |                                      | XXXIII f. (1906)         |
| 1786     | Le mariage d’Antonio (von Grétrys Tochter Lucile)                               | Comédie, 1 Akt                  | Madame de Beaunoir (=Alexandre Beaunoir)                               | Comédie-Italienne, 29. Juli               |                                      |                          |
| 1786     | L’amitié à l’épreuve (2. Fassung)                                               | Comédie, 3 Akte (Verse)         | Favart und Claude-Henri Fusée de Voisenon (nach Marmontel)             | Fontainebleau, 24. Oktober                | Marie-Antoinette                     | XLII f.                  |
| 1786     | Les méprises par ressemblance                                                   | Comédie, 3 Akte (Prosa)         | Joseph Patrat (nach Plautus)                                           | Fontainebleau, 7. November                |                                      | V (1886)                 |
| 1786     | Le comte d’Albert                                                               | Drame, 2 Akte (Prosa und Verse) | Sedaine (nach La Fontaine)                                             | Fontainebleau, 13. November               | Élisabeth Vigée-Lebrun               | XXVI (1901)              |
| 1787     | Toinette et Louis (von Grétrys Tochter Lucile)                                  | Petite pièce                    | Joseph Patrat                                                          | Comédie-Italienne, 22. März               |                                      |                          |
| 1787     | Le prisonnier anglais                                                           | Comédie, 3 Akte                 | Desfontaines (= François-Georges Fouques Deshayes)                     | Comédie-Italienne, 26. Dezember           |                                      | XLVIII f. (1936)         |
| 1788     | Le rival confident                                                              | Comédie, 2 Akte                 | Nicolas-Julien Forgeot                                                 | Comédie-Italienne, 26. Juni               |                                      | XLV                      |
| 1789     | Raoul Barbe-bleue                                                               | Comédie, 3 Akte (Prosa)         | Sedaine (nach Perrault)                                                | Comédie-Italienne, 2. März                | Godefroid de Villeraneuse            | XVIII (1895)             |
| 1789     | Aspasie                                                                         | Opéra, 2 Akte                   | Étienne Morel de Chédeville                                            | Pariser Oper, 17. März                    |                                      |                          |
| 1790     | Pierre le Grand                                                                 | Comédie, 3 Akte (Prosa)         | Bouilly (nach Voltaire)                                                | Comédie-Italienne, 13. Januar             |                                      | XL (1913)                |
| 1791     | Guillaume Tell                                                                  | Drame, 3 Akte (Prosa und Verse) | Sedaine (nach Antoine-Marin Lemierre)                                  | Comédie-Italienne, 9. April               |                                      | XXIV (1898)              |
| 1792     | Cécile et Ermancé ou Les deux couvents                                          | Comédie, 3 Akte                 | Rouget de Lisle, Jean-Baptiste-Denis Despré                            | Comédie-Italienne, 16. Januar             |                                      |                          |
| 1792     | L’officier de fortune                                                           | Drame, 3 Akte                   | Edmond-Guillaume-François de Favières                                  | Opéra Royal de Wallonie, 20. Oktober 2012 |                                      |                          |
| 1792     | Bazile ou À trompeur, trompeur et demi                                          | Comédie, 1 Akt                  | Sedaine nach Cervantes                                                 | Comédie-Italienne, 17. Oktober            |                                      |                          |
| 1793     | Roger et Olivier                                                                | Opéra, 3 Akte                   | Jean-Marcel Souriguère de Saint-Marc (nach Louis d’Ussieux)            |                                           |                                      |                          |
| 1793     | Séraphine ou Absente et présente                                                | Comédie, 3 Akte                 | André-Joseph Grétry (Neffe)                                            |                                           |                                      |                          |
| 1794     | Le congrès des rois (mit elf anderen Komponisten, worunter Cherubini und Méhul) | Comédie, 3 Akte                 | Ève Demaillot (= Antoine-François Ève)                                 | Comédie-Italienne, 26. Februar            |                                      |                          |
| 1794     | Joseph Barra                                                                    | Fait historique, 1 Akt          | Guillaume-Denis-Thomas Levrier de Champ-Rion                           | Comédie-Italienne, 5. Juni                |                                      |                          |
| 1794     | Denys le tyran, maître d’école à Corinthe                                       | Opéra historique, 1 Akt         | Sylvain Maréchal                                                       | Pariser Oper, 23. August                  |                                      | XXVIII (1901)            |
| 1794     | La rosière républicaine ou La fête de la vertu                                  | Opéra, 1 Akt                    | Sylvain Maréchal                                                       | Pariser Oper, 2. September                |                                      | XXIX (1903)              |
| 1794     | Callias ou Nature et Patrie                                                     | Opéra, 1 Akt                    | François-Benoît Hoffmann                                               | Comédie-Italienne, 19. September          |                                      |                          |
| 1794     | L’inquisition de Madrid                                                         | Drame lyrique, 3 Akte           | André-Joseph Grétry (Neffe)                                            |                                           |                                      |                          |
| 1794     | Diogène et Alexandre                                                            | Opéra, 3 Akte                   | Sylvain Maréchal                                                       |                                           |                                      |                          |
| 1797     | Lisbeth                                                                         | Drame lyrique, 3Akte            | Edmond-Guillaume-François de Favières (nach Claris de Florian)         | Comédie-Italienne, 10. Januar             |                                      | XLIV                     |
| 1797     | Anacréon chez Polycrate                                                         | Opéra, 3 Akte                   | Jean-Henry Guy                                                         | Pariser Oper, 17. Januar                  |                                      | VII f. (1888)            |
| 1797     | Le barbier de village ou Le revenant                                            | Opéra-comique, 1 Akt            | André-Joseph Grétry (Neffe)                                            | Théâtre Feydeau, 6. Mai                   |                                      |                          |
| 1799     | Elisca ou L’amour maternel                                                      | Drame lyrique, 3 Akte           | Edmond-Guillaume-François de Favières                                  | Comédie-Italienne, 1. Januar              |                                      | XXXIX (1911)             |
| 1801     | Le casque et les colombes                                                       | Opéra-ballet, 1 Akt             | Nicolas-François Guillard                                              | Pariser Oper, 7. November                 |                                      |                          |
| 1802     | Zelmar ou L’asile                                                               | Drame lyrique, 2 Akte           | André-Joseph Grétry (Neffe)                                            |                                           |                                      |                          |
| 1803     | Delphis et Mopsa                                                                | Comédie lyrique, 2 Akte         | Jean-Henry Guy                                                         | Pariser Oper, 15. Februar                 |                                      | XLI                      |

Zu Grétrys bekanntesten Bühnenwerken zählen heute Lucile (1769), Zémire et Azor (1771), L’amant jaloux (1778), La caravane du Caire (1783), Richard Cœur-de-Lion (1784) und Guillaume Tell (1791).
Andere Vokalwerke
- Arie Doux plaisir, l’Amour te rappelle, Text von de R. (1775)
- Air pour la fête de Mme P*** (Vous connoissez, mes amis), Text von Mars (1776)
- Romance du roman de l’Histoire du chevalier du Soleil (Quand on est belle), Text von Dorville/Paulmy (1779)
- Anakreontische Ode Le marché de Cythère (Savez-vous qu’il tient tous les jours) (1783)
- Stances du lys zum Libretto La jeunesse de Henri IV von Bouilly (1791)
- Romance du saule (Au pied d’un saule) zur Tragödie Othello von Ducis (1791/92)
- Couplets du citoyen patriophile, dédiés à nos frères de Paris (Qu’entends-je) (1792)
- Hymne en honneur de Marat et Le Peletier (O! Liberté), Text von D’Avrigny (1793)
- Hymne à l’éternel (Je te salue), Text von de R. (1794)
- Aux mânes de son fils Godefroi (De l’Élysée), Text von Corancez (1796)
- Aux mânes de M(arie-)E(lisabeth) Joly (Après vingt ans de mariage), Text von Delrieu (1799)
- Ronde pour la plantation de l’arbre de la Liberté (Unissez vos cœurs), Text von Mahérault (1799) (Digitalisat)
- Éloge à Bonaparte (Le plus grand des héros) (1802)[174]
- L’éducation de l’Amour (Quand l’Amour déjà plein d’adresse), Text von André-Joseph Grétry (Neffe) (um 1803)
- 6 nouvelles romances, Text von André-Joseph Grétry (Neffe) (1803):
 Rondo La gaieté villageoise (Pour animer toujours la dance)
 Le départ inutile (Riants côteaux)
 Chansonette La carrière (S’en allant au moulin)
 L’amant rassuré (Pourquoi douter de ma tendresse)
 Cavatina Le jour de noce ou Le vieux serviteur (Partout la gaieté)
 Le tombeau de Thisbé (O ma Thisbé)
- Le charme de s’entendre (Il est bien doux), Texte von Rousselin (1809)
- Hymne Marie-Louise, impératrice-reine, à l’éternel (Toi qui formas le cœur des mères), Text von André-Joseph Grétry (Neffe) (1811)
- Le berger délaissé (Mirtil, errant à l’aventure), Text von André-Joseph Grétry (Neffe) (1824)
- 3 romances, Texte von Ducis (1827):
 Schottische Romanze Algar et Anissa (Il est donc)
 La mère devant le lion (Un lion affreux)
 Le pont des mères (Dans la fleur de l’adolescence)
- La chevalier et la pastourelle (Je vous promets) (undatiert)
- Chanson badine L’Île de Cythère (C’est un charmant pays), Text von Grécourt (undatiert)
- Le rossignol (undatiert)
- Cantate pour célébrer la naissance du premier enfant de Monsieur et Madame de La Ferté (Quels accords ravissants) (undatiert)

## Schriften
- Mémoires ou Essai sur la musique par M[onsieur] Grétry […]. Avec Approbation & Privilége du Roi. Eigenverlag, Paris/Liège 1789 (Textarchiv – Internet Archive).
- Mémoires, ou Essais sur la musique ; par le C[itoy]en Grétry […]. 3 Bände, Imprimerie de la République, Paris Jahr 5 (1797) (1: Textarchiv – Internet Archive; 2: Textarchiv – Internet Archive; 3: Textarchiv – Internet Archive).[175]
- De la vérité. Ce que nous fûmes, ce que nous sommes, ce que nous devrions être. 3 Bände, Eigenverlag, Paris Jahr 9 (1801) (1: Digitalisat; 2: Digitalisat; 3: Digitalisat).
- Méthode simple pour apprendre à préluder en peu de temps avec toutes les ressources de l’harmonie. Imprimérie de la République, Paris Jahr 10 (1802) (Digitalisat).
- Lucien Solvay, Ernest Closson [Hrsg.]: Réflexions d’un solitaire par A.-E.-M. Grétry, manuscit inédit. Œuvres complètes de Grétry, publiées par le Gouvernement belge. 4 Bände, G. Van Oest & Cie., Bruxelles/Paris 1919–1922 (1: Textarchiv – Internet Archive; 2: Textarchiv – Internet Archive; 3: Textarchiv – Internet Archive; 4: Textarchiv – Internet Archive).[176]
- Georges de Froidcourt [Hrsg.]: La correspondance générale de Grétry […]. Brepols, Bruxelles 1962.
- Michel Brix, Yves Lenoir [Hrsg.]: Douze chapitres inédits des „Réflexions d’un solitaire“. Presses universitaires de Namur, Louvain-la-Neuve 1993, ISBN 978-2-87037-158-9.